# Erneuerbare Energien

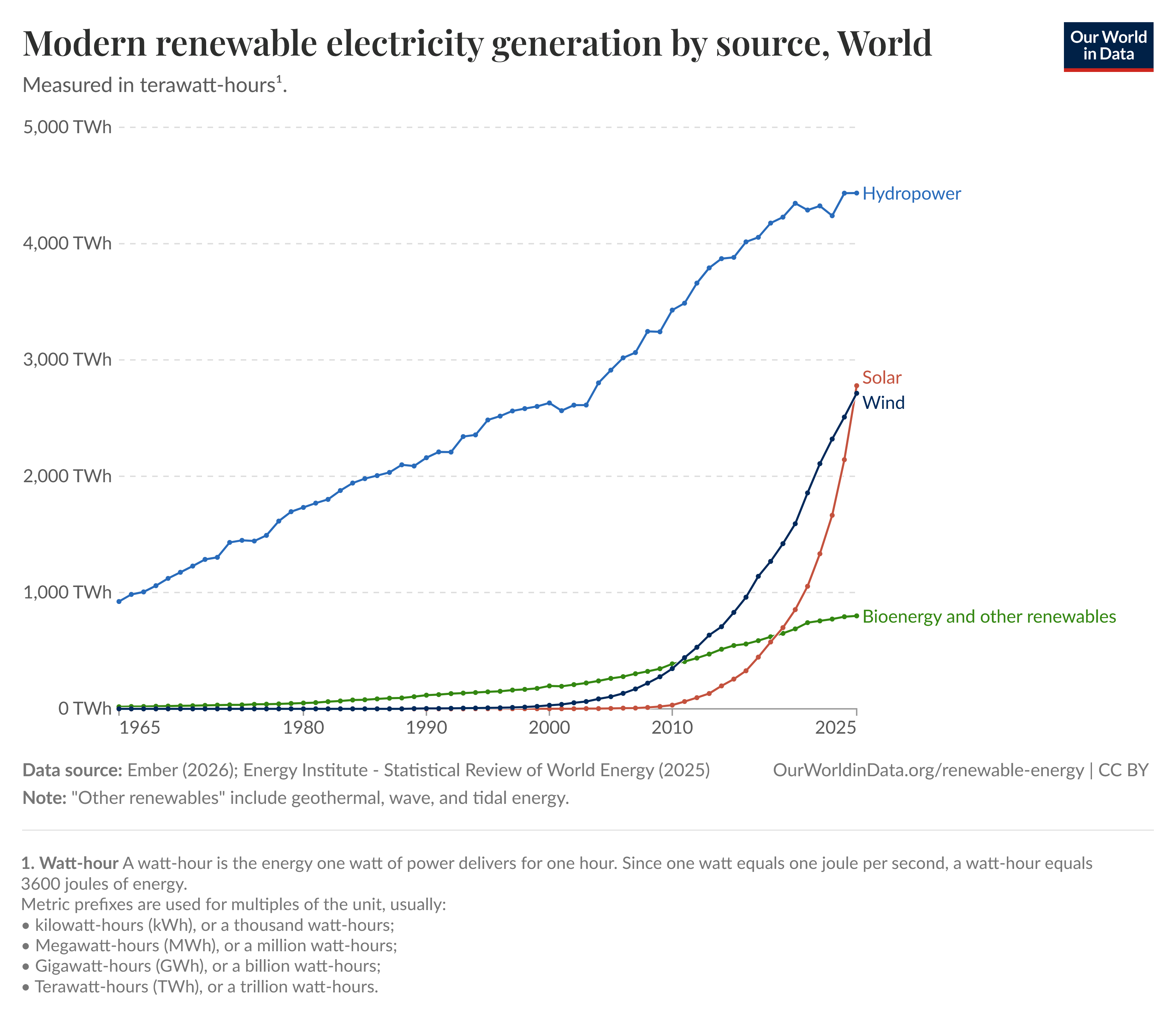
Weltweite Entwicklung der erneuerbaren Energien

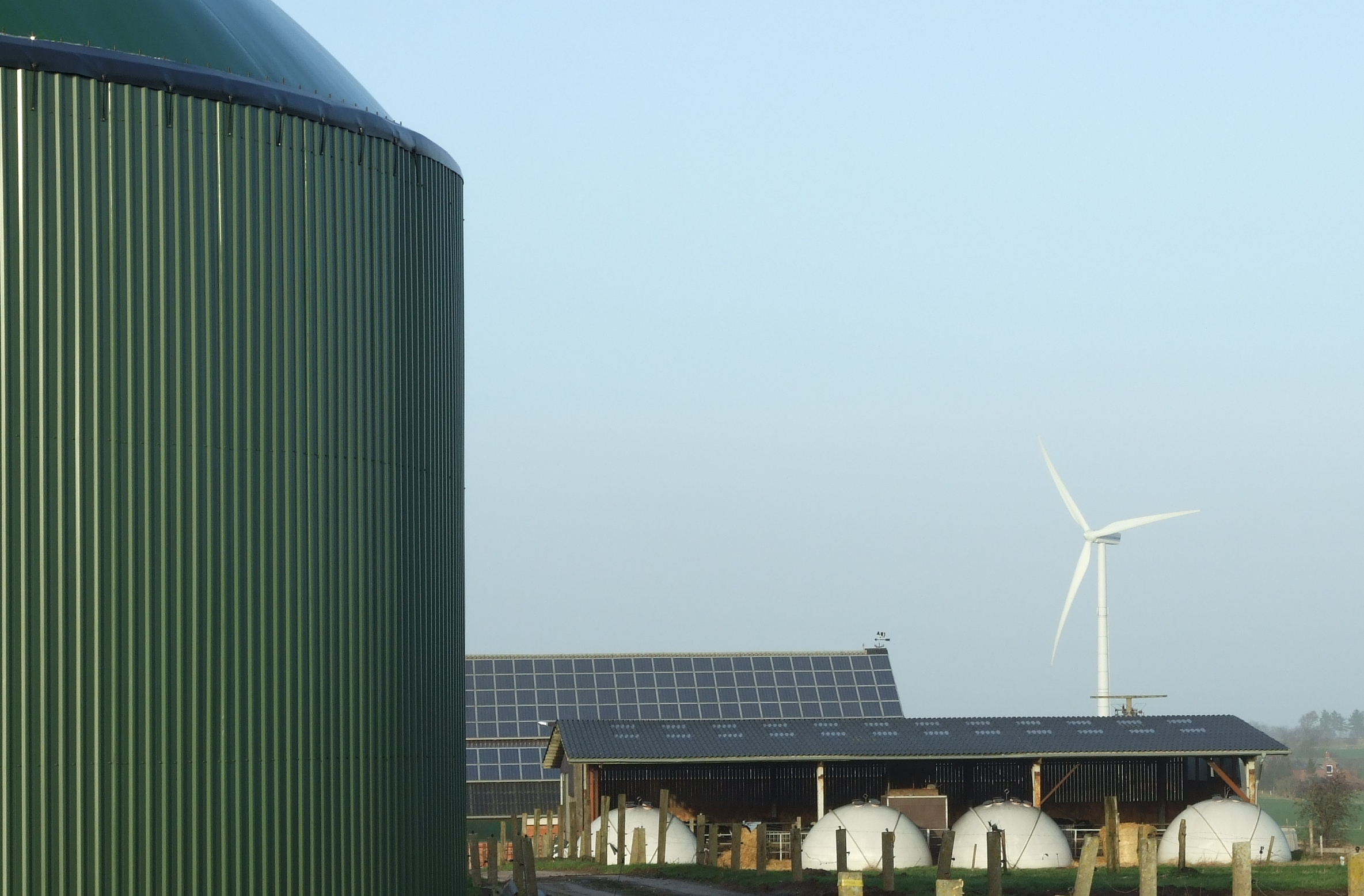
Beispiele der Nutzung erneuerbarer Energieträger: Biogas, Photovoltaik und Windenergie

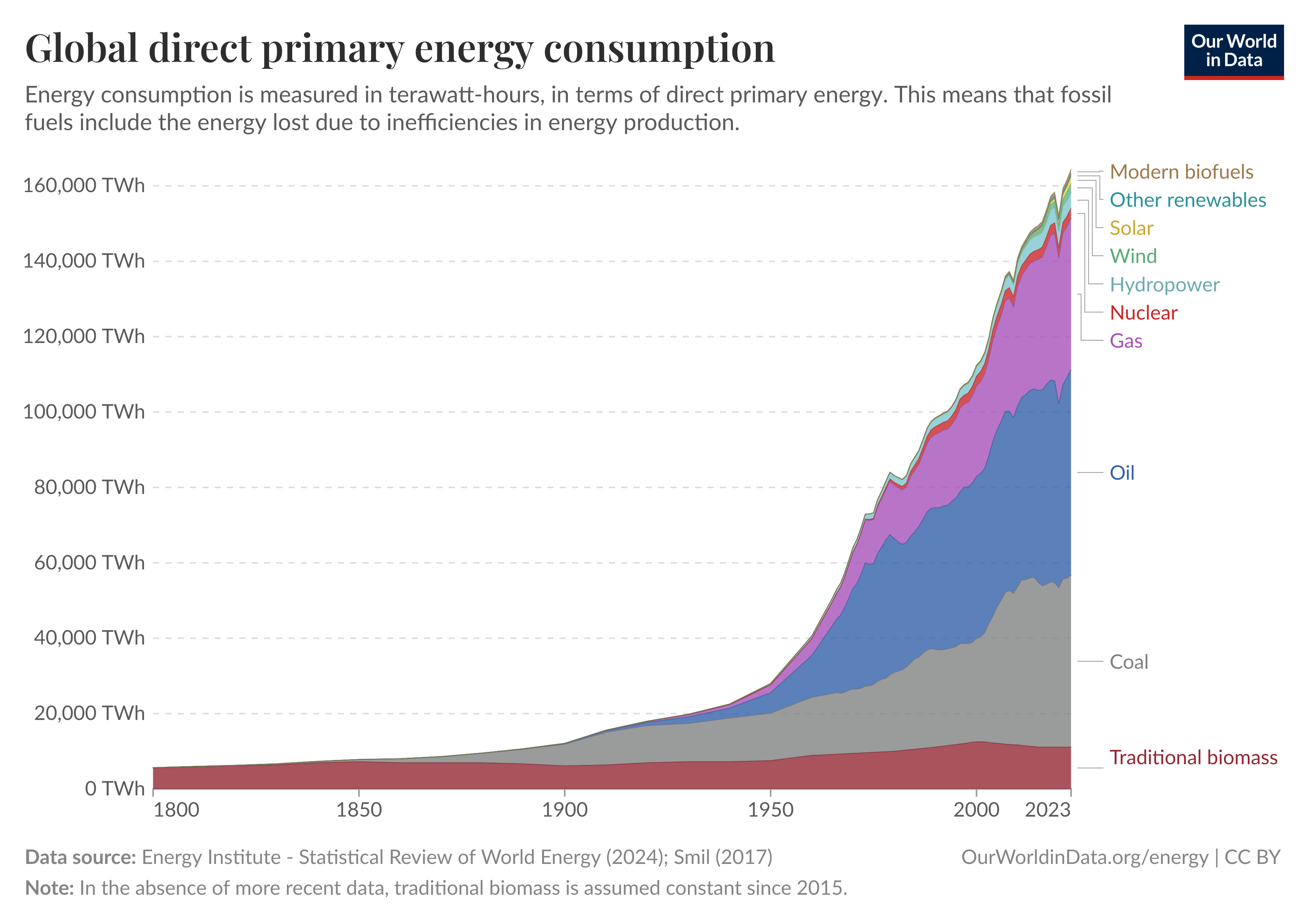
Weltweiter Primärenergieverbrauch nach Jahr

Anteil erneuerbarer Energien am Endenergieverbrauch

Als erneuerbare Energien (EE) oder regenerative Energien, auch alternative Energien, werden Energiequellen bezeichnet, die im menschlichen Zeithorizont für nachhaltige Energieversorgung praktisch unerschöpflich zur Verfügung stehen oder sich verhältnismäßig schnell erneuern. Damit grenzen sie sich von fossilen Energiequellen ab, die endlich sind oder sich erst über den Zeitraum von Millionen Jahren regenerieren.
Erneuerbare Energiequellen gelten, neben der effizienten Nutzung von Energie, als wichtigste Säule einer nachhaltigen Energiepolitik (englisch sustainable energy policy) und der Energiewende. Zu ihnen zählen Bioenergie (Biomassepotenzial), Geothermie, Wasserkraft, Meeresenergie, Sonnenenergie und Windenergie. Ihre Energie beziehen sie von der Kernfusion der Sonne, die bei weitem die wichtigste Energiequelle ist, aus der kinetischen Energie der Erddrehung und der Planetenbewegung sowie aus der erdinneren Wärme.
Der Ausbau der erneuerbaren Energien wird in vielen Staaten weltweit vorangetrieben. 2018 deckten erneuerbare Energien 17,9 % des weltweiten Endenergieverbrauchs. Daran hatte traditionelle Biomasse, in Entwicklungsländern zum Kochen und Heizen genutzt, mit 6,9 % den größten Anteil, gefolgt von moderner Biomasse und Solar- und Geothermie (4,3 %), Wasserkraft (3,6 %), anderen modernen erneuerbaren Energien wie vor allem Windkraft und Photovoltaik (zusammen 2,1 %) und Biokraftstoffe (1 %). Der Anteil am weltweiten Endenergieverbrauch stieg nur langsam um durchschnittlich 0,8 % pro Jahr zwischen 2006 und 2016. Höher ist der Anteil der erneuerbaren Energien am globalen Stromverbrauch. 2024 wurden etwa 32 % des Stroms mittels Wasser-, Windkraft- und Photovoltaikanlagen erzeugt, wobei Wasserkraftwerke 14 %, Windkraftwerke 8 %, Photovoltaik 7 % und Bioenergie und Abfall 3 % lieferten. 2024 erzeugte Kernenergie 9 % des weltweit erhaltenen elektrischen Stroms, so dass rund 40 % aus nuklearen und erneuerbaren Quellen erhalten wurden.

## Erneuerbare Energiequellen
Die Bezeichnungen „erneuerbare Energien“ und „Energiequellen“ sind nicht im Sinne der Physik zu verstehen, denn Energie lässt sich nach dem Energieerhaltungssatz weder vernichten noch erschaffen, sondern lediglich in verschiedene Formen überführen. Auch aus erneuerbaren Energien gewonnene sekundäre Energieträger (Elektrizität, Wärme, Kraftstoff) werden als erneuerbare Energien bezeichnet. Als Bezeichnung für thermische Energie, die aus Geothermie, Solarthermie oder Bioenergie gewonnen wird, und für die indirekte Nutzung von Sonnenenergie durch Solararchitektur wird auch die Bezeichnung erneuerbare Wärme verwendet. Elektrizität aus erneuerbaren Energiequellen wird auch als Grünstrom und Ökostrom bezeichnet.
In diesem Sinne wäre es korrekt, von erneuerbaren Primärenergiequellen zu sprechen, die aus lang andauernden Prozessen gespeist werden. Die Basis für die erneuerbaren Energien bilden die drei Energiewandlungen der Kernfusion in der Sonne, radioaktiver Zerfall im Erdinneren bei der tiefen Geothermie und im Falle der Gezeitenkraft die Bewegung von Himmelskörpern im Gravitationsfeld. Die mit Abstand ergiebigste Form ist dabei die Sonnenenergie, deren jährliches Energieangebot auf der Erde 3.900.000 EJ (Exajoule) beträgt. Geothermie stellt 996 EJ bereit, während die Gravitation 94 EJ liefert.
Die auf die Erde eingestrahlte Sonnenenergie entspricht mehr als dem Zehntausendfachen des aktuellen menschlichen Energiebedarfs. Erdwärme und Gezeitenkraft liefern deutlich geringere, aber im Vergleich zum menschlichen Bedarf hohe Beiträge. Rein physikalisch betrachtet steht damit ein Vielfaches der Energie zur Verfügung, die in absehbarer Zukunft gebraucht werden wird, auch wenn sich das hier genannte theoretische Potential u. a. durch technische und ökologische Belange reduziert. Auch die notwendigen Techniken sowie die Konzepte zur Realisierung einer nachhaltigen Energieversorgung gelten als vorhanden.
Die Internationale Energieagentur (IEA) geht im WEO 2020 davon aus, dass weltweit bis 2030 knapp 40 % des Elektrizitätsbedarfs durch erneuerbare Energien gedeckt werden, mit der Photovoltaik als zentralem Treiber (geschätzt 13 % Wachstum p. a. von 2020 bis 2030). Laut einem IPCC-Bericht aus 2012 könnten unter optimistischen Annahmen bis 2050 sogar 77 % des weltweiten Primärenergieangebots aus erneuerbaren Energien stammen.

### Sonnenenergie (Strahlungsenergie)

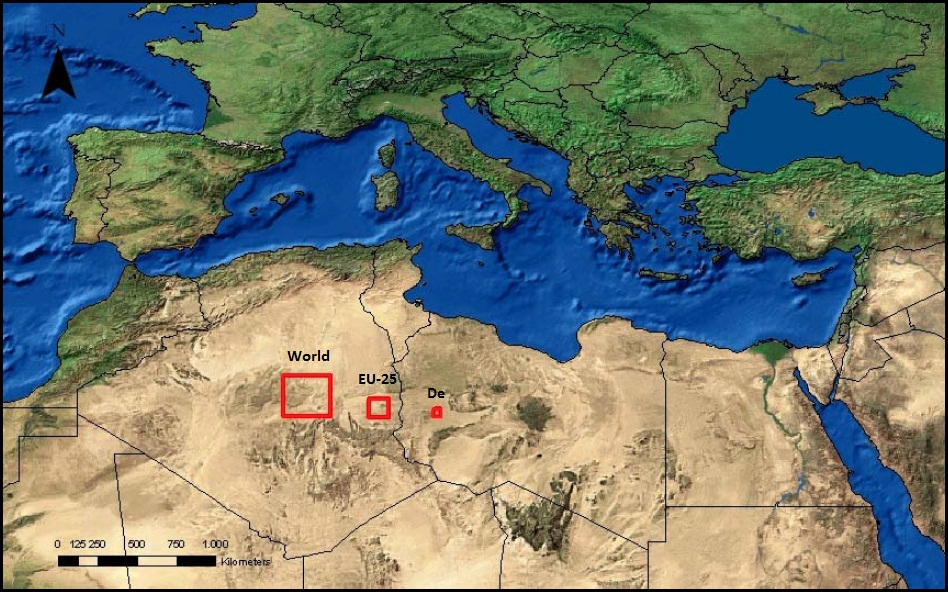
Theoretischer Platzbedarf für Solarkollektoren, um in Solarthermischen Kraftwerken den Strombedarf der Welt, Europas (EU-25) oder Deutschlands zu erzeugen

Die Sonne emittiert große Mengen Energie, die als Solarstrahlung (elektromagnetische Wellen) die Erde erreicht. Die von der Sonne auf die Erde abgestrahlte Leistung beträgt circa 174 PW (Petawatt). Etwa 30 % der Strahlung wird reflektiert, sodass circa 122 PW die Erde (Erdhülle und Erdoberfläche) erreichen. Das sind ungefähr 1.070 EWh (Exawattstunden) im Jahr und damit derzeit circa das 7.500 fache des Weltjahresenergiebedarfs.

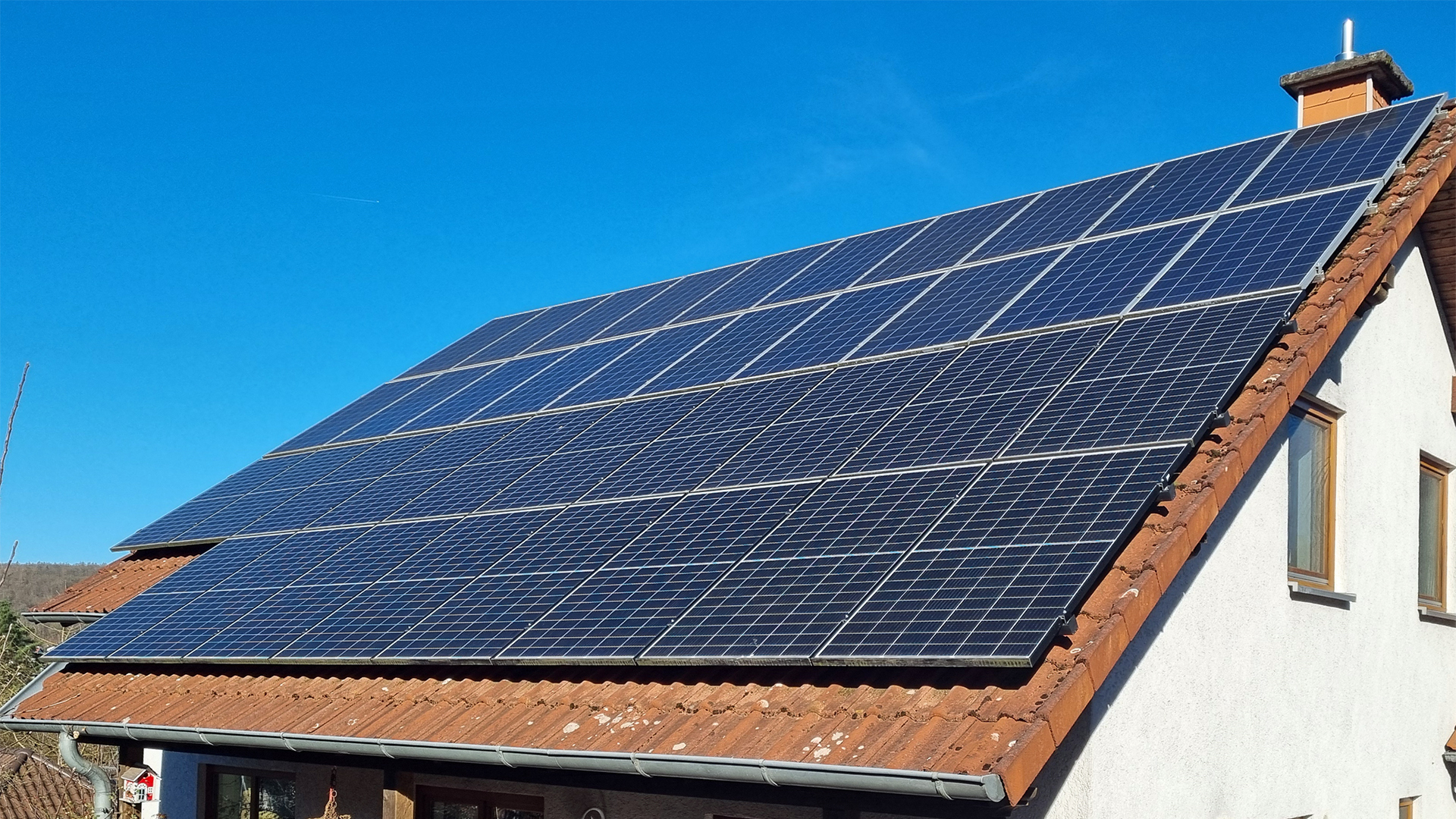
11,5 kW_{p} Eigenverbrauchs-PV-Anlage, deren Überschussstrom ins öffentliche Netz eingespeist wird.

Sonnenenergie lässt sich direkt oder indirekt vielfältig nutzen. Die direkte Nutzung erfolgt mit Photovoltaikanlagen sowie als Sonnenwärme. Daneben „liefert“ die von der Atmosphäre und von der Erdoberfläche absorbierte Sonnenenergie mechanische, kinetische und potentielle Energie. Potentielle Energie entsteht, indem durch atmosphärische Prozesse Wasser in höhere Lagen transportiert wird. Die Sonnenenergie erzeugt zudem in der Atmosphäre durch meteorologische Prozesse Winde. Diese Winde (= bewegte Luftmassen) enthalten kinetische Energie (Windenergie); sie erzeugen auf den Meeren Wellen (Wellenenergie). Pflanzen absorbieren die Strahlung im Zuge der Photosynthese und fixieren sie in Biomasse, die zur Energiewandlung genutzt werden kann. Auch die Nutzung der Umgebungswärme mittels Wärmepumpen mit oberflächennahen Erdwärmekollektoren oder von Luft-Luft-Wärmepumpen zählt zur Solarenergie.
Grundsätzlich kann die Energie der Sonne neben der direkten Nutzung auch in Form von Bioenergie, Windenergie und Wasserkraft indirekt verwertet werden. Mögliche Nutzungsformen sind:
- Sonnenenergie
  - Photovoltaik (Photovoltaikanlage)
  - Solarthermie (Sonnenkollektor, Solare Fernwärme, Sonnenwärmekraftwerk)
  - Solarchemie
  - Aufwindkraftwerk

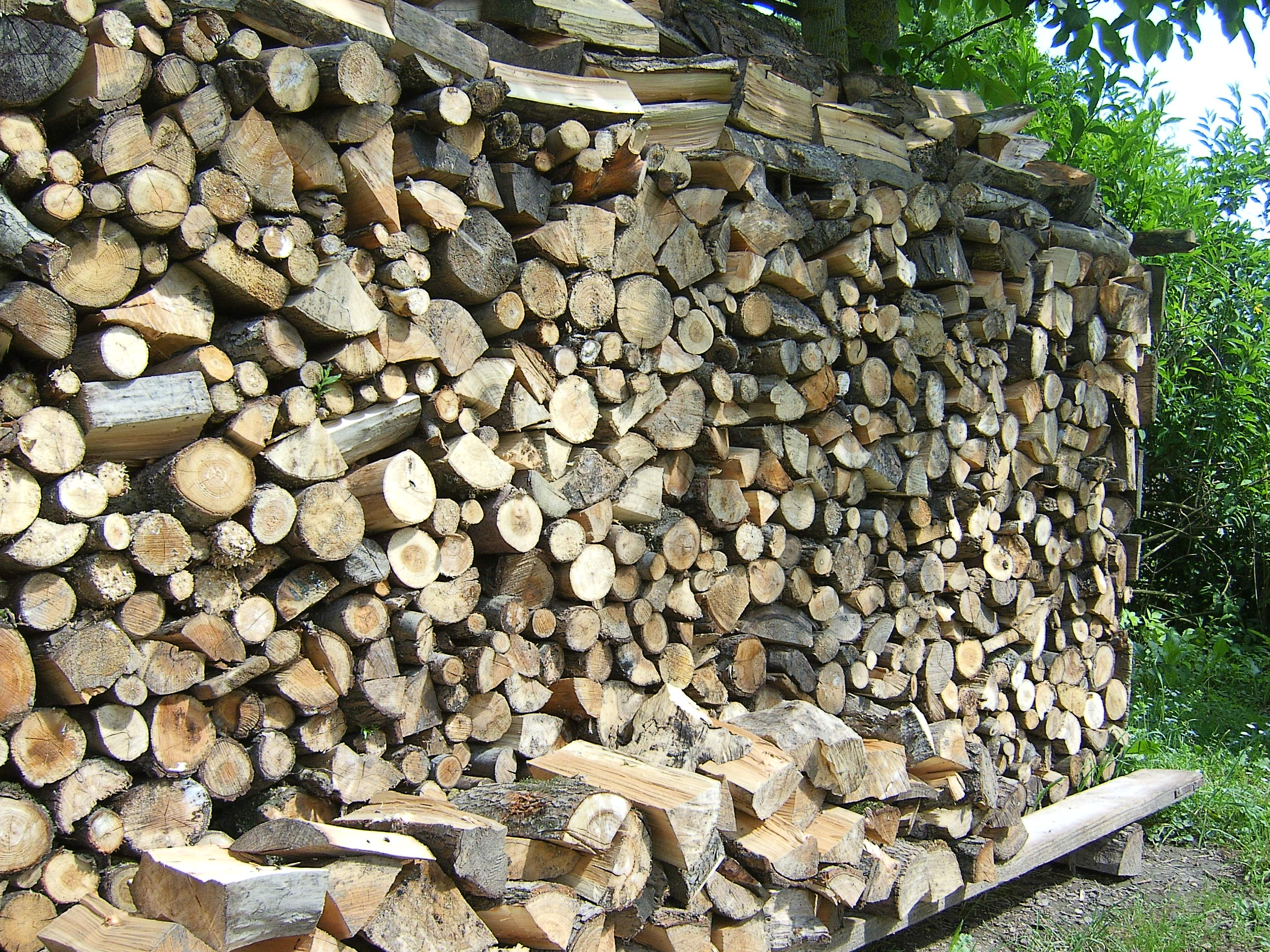
Holz ist der wohl am längsten genutzte Träger erneuerbarer Energie

- Bioenergie (aus Biomasse in unterschiedlichster Form, siehe Artikel biogener Brennstoff und Biokraftstoff)
  - Holz
  - Pflanzenöl
  - Biodiesel
  - Bioethanol und Cellulose-Ethanol
  - Biogas
  - BtL-Kraftstoffe
  - Biowasserstoff
  - Muskelkraft (Gehen, Fahrrad, Draisine, Göpel, Tretmühle, Zugtiere)
- Wasserkraft
  - Staudämme und Staumauern
  - Laufwasserkraftwerke, Wassermühlen, Strom-Bojen
  - Wellenenergie des Meeres
  - Strömungsenergie des Meeres
  - Meereswärme
  - Osmosekraftwerk (unterschiedlicher Salzgehalt von Süß- und Salzwasser)
  - Gnepfe (Hammerwerke)
  - Schöpfräder, Wasserkunst, Hydraulischer Widder

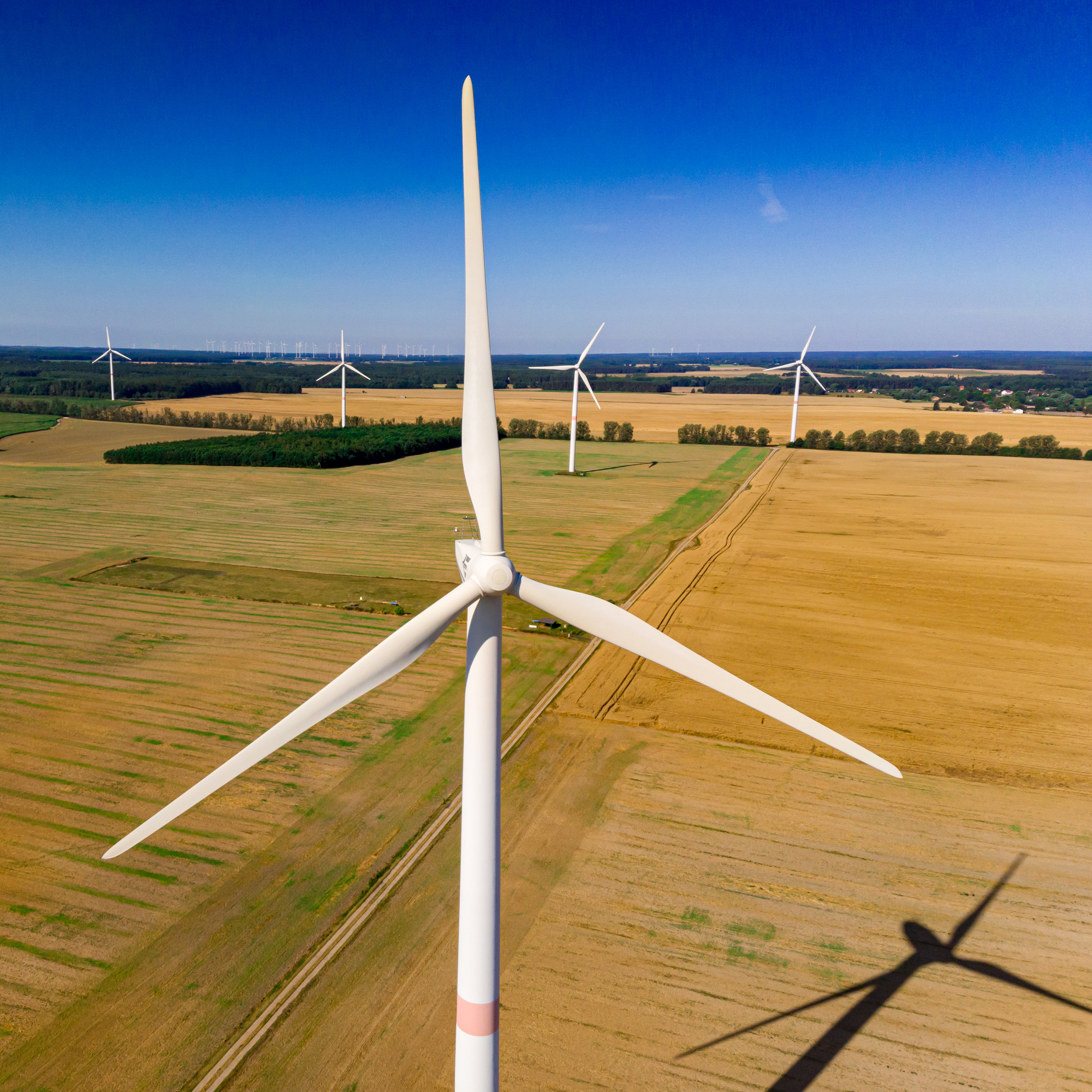
Nutzung der Windenergie durch Windkraftanlagen

- Windenergie
  - Windkraftanlage
  - Flugwindkraftwerk
  - Windmühlen
  - Segelschiff

### Geothermie (Erdwärme)

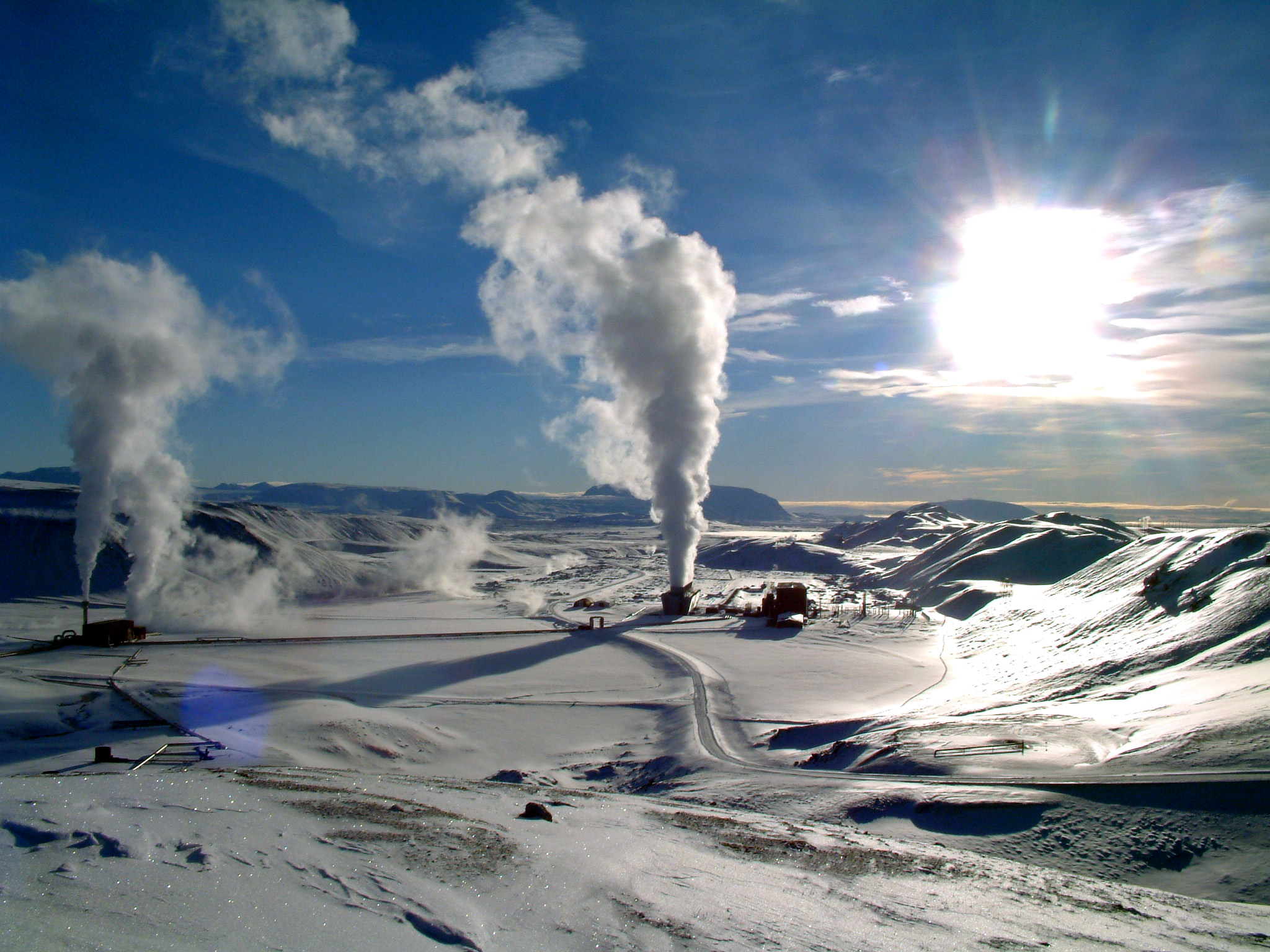
Geothermisches Kraftwerk im Isländischen Krafla

Die im Erdinneren gespeicherte Wärme stammt zum einen von Restwärme aus der Zeit der Erdentstehung. Zum anderen erzeugen dort nukleare Zerfallsprozesse primordialer Radionuklide und die durch Gezeitenkräfte verursachte Reibung zwischen fester Erdkruste und flüssigem Erdkern laufend weitere Wärme. Sie kann für Heizzwecke (vor allem oberflächennahe Geothermie) oder auch zur Stromerzeugung (meist Tiefengeothermie) genutzt werden.
In Deutschland, Österreich und der Schweiz finden sich hauptsächlich Niederenthalpie-Lagerstätten. In diesen Lagerstätten strömt die Wärme aus den tieferen Schichten aber nicht in dem Maße nach, wie sie durch eine geothermische Anlage entnommen wird, so dass sich der Bereich der Entnahmestelle abkühlt und die Entnahme nur über einen begrenzten Zeitraum von einigen Jahrzehnten möglich ist, nach der eine Regeneration des Wärmereservoirs notwendig wird. Oberflächennahe Anlagen können allerdings im Sommer mit Wärmeenergie aus Kühlprozessen aufgefüllt werden, indem die Transportrichtung der Energie umgekehrt wird. Geothermieprojekte erfordern eine sorgfältige Erkundung und Analyse der geologischen Gegebenheiten, da Eingriffe in den Schichtenaufbau schwerwiegende Folgen haben können.

### Planetenbewegungen und Gravitation
Die Anziehungskraft (Schwerkraft) von Sonne und Mond (und anderen Himmelskörpern) verursacht in und auf der rotierenden Erde die Gezeiten, wobei die Drehgeschwindigkeit der Erde durch diese Energieumwandlung allmählich abgebremst wird. Die dadurch induzierten Strömungen können als mechanische Energie in Gezeitenkraftwerken und Meeresströmungskraftwerken genutzt werden. Diese Anziehungskräfte führen außerdem zu Deformationen des Erdkörpers und dadurch in der festen Erde und im flüssigen Erdkern zu Reibung, die dem Erdinneren weitere Wärme zuführt. Die Reibungsleistung beträgt ca. 2,5 TW (Terawatt), das wirtschaftlich nutzbare Potenzial wird auf etwa 9 % dieser Leistung geschätzt. Mechanische Energie entsteht in diesem Zusammenhang aber auch durch Wechselwirkung mit dem Wetter, dessen Energie indirekt durch Wasser- und Windkraftwerke genutzt wird.

## Einbindung erneuerbarer Energien in das Energiesystem
Strom kann im Übertragungsnetz nicht gespeichert werden, somit müssen die Stromein-  und -ausspeisung immer gleich hoch sein. Dies bedeutet, dass die Produktion und der Verbrauch von Energie stets im Gleichgewicht sein müssen. Dieses Gleichgewicht gewährleistet den sicheren und stabilen Betrieb des Netzes bei einer konstanten Frequenz von 50 Hertz. Die europäischen Übertragungsnetzbetreiber stellen sicher, dass die Frequenz im europäischen Verbundnetz jederzeit eingehalten werden kann.
Dies geschieht durch die Beschaffung und Bereitstellung von Regelleistung. Im Zusammenhang mit dem Ausbau der erneuerbaren Energien wird der Regelleistungsbedarf kontrovers diskutiert.

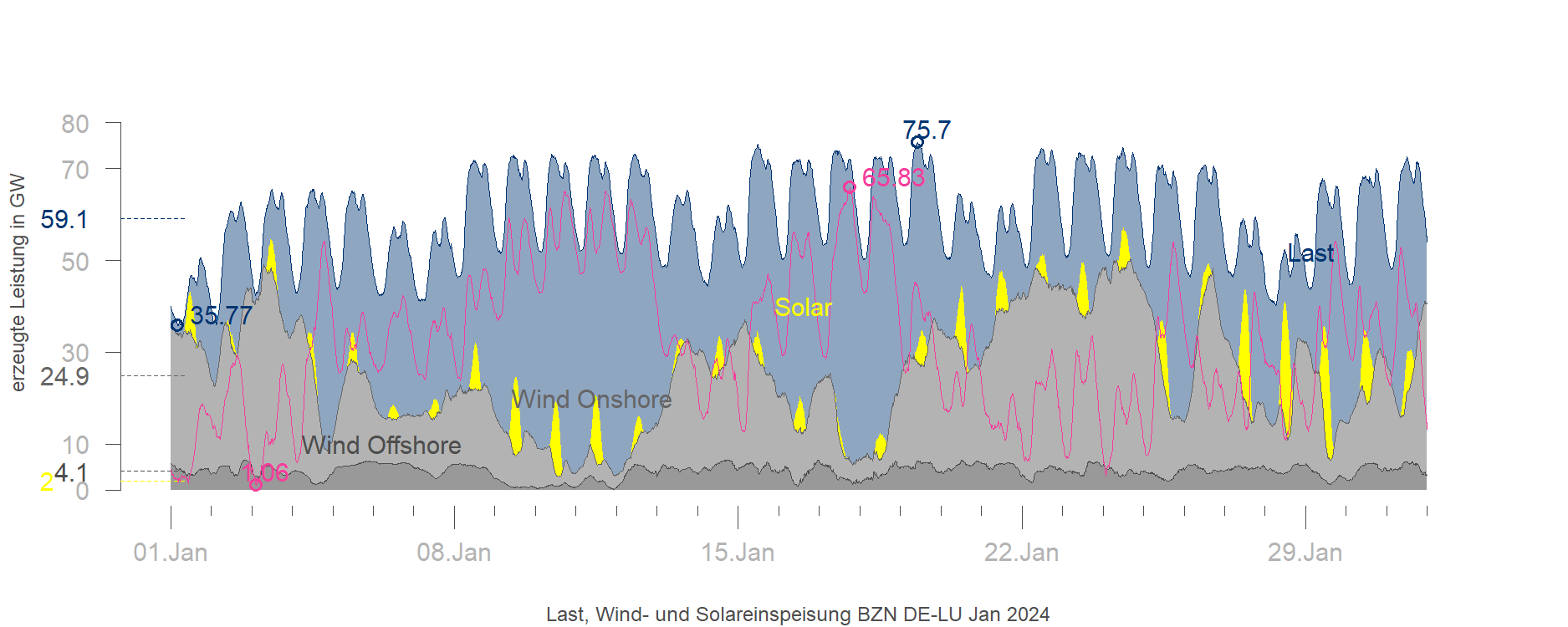
Last, Wind- und Solarerzeugung in Deutschland und Luxemburg Jan 2024, Daten Entso-E Transparenzplattform

Um hohe Anteile an Strom aus erneuerbaren Energien an der Versorgung zu ermöglichen, können verschiedene Maßnahmen einzeln oder in Kombination eingesetzt werden. Studien, beispielsweise der Fraunhofer IWES im Auftrag des BEE (Dezember 2009) belegen, dass eine zuverlässige Stromversorgung mit einem hohen Anteil erneuerbarer Energien möglich ist.
Zu diesen Maßnahmen zählen der Ausbau der Stromnetze, die Flexibilisierung des Verbrauchs sowie der (Aus)bau von Stromspeichern. Während manche Maßnahmen wie beispielsweise der Ausbau der Stromnetze bereits bei vergleichsweise niedrigen Anteilen von fluktuierenden Erzeugern sinnvoll sind, sind andere Mittel wie z. B. der Bau von Speicherkraftwerken zwecks Vermeidung von unnötigen Energieverlusten und Kosten erst bei hohen Anteilen geboten.
Notwendig ist auch ein Mix verschiedener regenerativer Energiequellen, da sich verschiedene erneuerbare Energien gegenseitig ergänzen. Beispielsweise existiert in Deutschland für die Photovoltaik ein Potential von mehr als 1000 GW, womit sich pro Jahr rund 1000 TWh elektrischer Energie produzieren ließen; deutlich mehr als der derzeitige deutsche Strombedarf. Da damit jedoch insbesondere in den Mittagsstunden sonniger Tage große Überschüsse produziert würden und enorme Speicherkapazitäten aufgebaut werden müssten, ist ein solch starker Ausbau nur einer Technik nicht sinnvoll und die Kombination mit anderen erneuerbaren Energien erheblich zweckmäßiger. Über die größten Potentiale zur Stromerzeugung verfügen in Deutschland die Windenergie und die Photovoltaik, mit deutlichem Abstand folgt die Biomasse.

### Wandel des Energiesystems

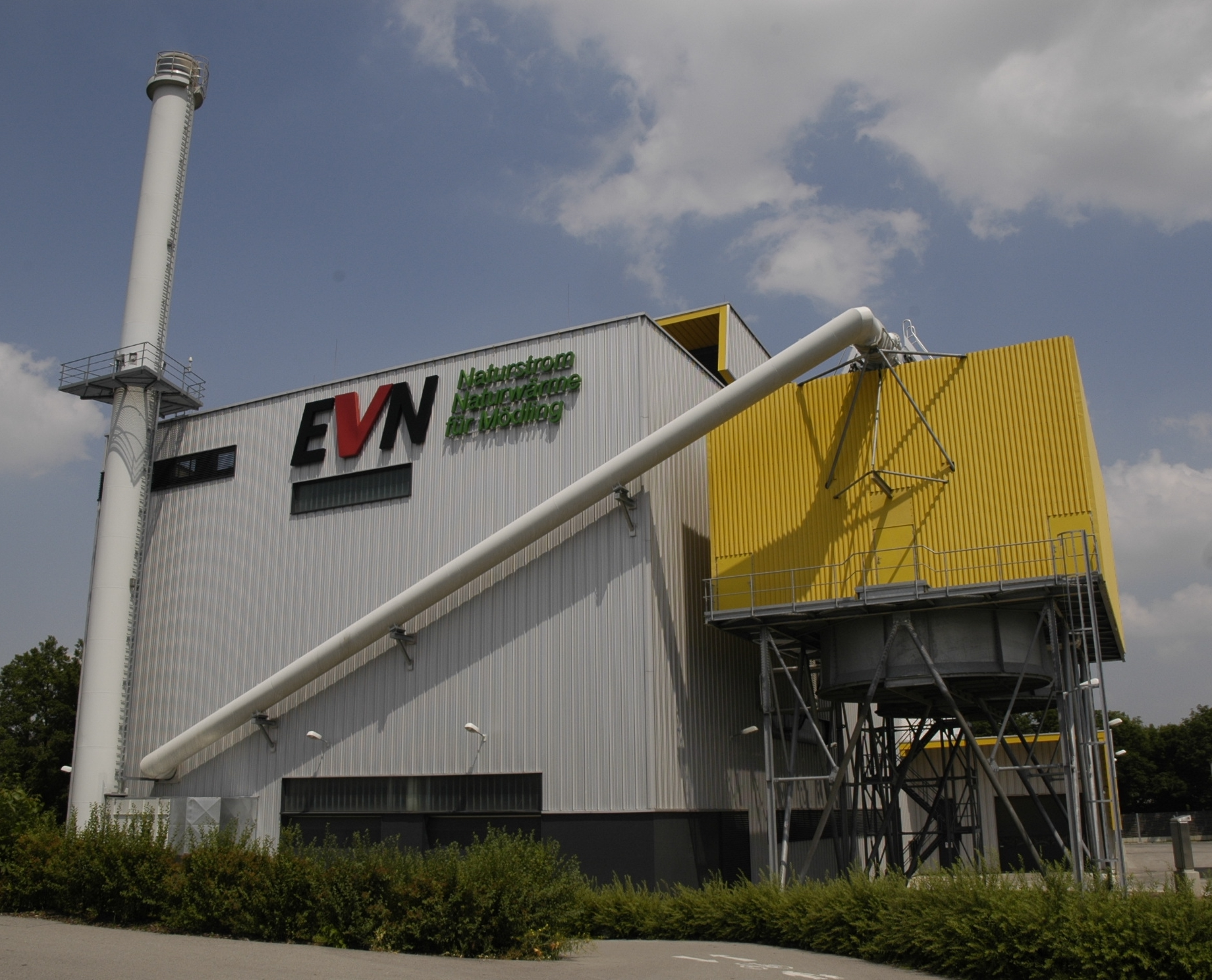
Beispiel für dezentrale Strom- und Wärmeversorgung: Das Biomasseheizkraftwerk Mödling in Niederösterreich

Der Wandel von der konventionellen Energiebereitstellung zu erneuerbaren Energien verändert die Struktur der Energiewirtschaft massiv. Die Stromerzeugung in Großkraftwerken (Kernkraft-, Braunkohle- und Steinkohlekraftwerke) stagniert oder nimmt ab; die Erzeugung in Anlagen mit wenigen Kilowatt (beispielsweise Photovoltaik) bis wenige Megawatt hat zugenommen. Zudem bildete sich binnen kurzer Zeit (seit ca. 2012) eine in der öffentlichen Debatte sehr einflussreiche Divestment-Bewegung, die den Umstieg auf klimaneutrale Energiequellen durch den Verkauf von Beteiligungen an Fossilenergiekonzernen und damit durch einen fundamentalen Bruch des konventionellen Energiesystems zu erreichen versucht.
Aus Sicht der Befürworter der Energiewende gilt deren schnellere Umsetzbarkeit als großer Vorteil. Dadurch, dass die Anlagen kleiner sind und damit auch keine großen Investitionen benötigen, sei ein schnellerer Ausbau der erneuerbaren Energien als mit einer auf Großstrukturen basierenden Energiewende möglich. Insbesondere bei Windkraftanlagen hängt der Zeitbedarf der Errichtung (von ersten Überlegung bis zur Fertigstellung) allerdings stark von den politischen Rahmenbedingungen ab. Durch die Energiewende hat sich die Akteursstruktur stark verändert. Die Energiewende hat in den Jahren 1990–2022 beachtliche Erfolge erzielt. So ist der Verbrauch von fossilen Energien in Deutschland seit 1990 um 35 % gesunken.
Da Großprojekte hingegen vor allem durch kapitalkräftige Unternehmen wie den etablierten Energiekonzernen gebaut werden müssten, die aufgrund der Konkurrenzsituation zu bestehenden Kraftwerken kein Interesse an einem schnellen Ausbau der erneuerbaren Energien hätten, sei von dieser Seite kein schneller Umbau der Energieversorgung zu erwarten.
Allerdings hat nicht jede Region die Potentiale für eine Selbstversorgung mit Energie. Zum anderen überwiegt in manchen Regionen die Produktion, beispielsweise von Strom mit Windkraftanlagen in Norddeutschland, zeitweise oder häufig den lokalen Bedarf, so dass die Stromnetze zu den Verbrauchern ausgebaut werden müssen.
Kritik finden vor allem Konzepte für eine vollständig autarke Energieversorgung. Betont wird hierbei insbesondere die Versorgungssicherheit durch weitgespannte Netzwerke, durch die sich Überangebot und Mangel in verschiedenen Regionen ausgleichen können. Zum Beispiel würde im Sommer ein Überschuss von Solarstrom aus den Mittelmeerländern geliefert, während im Winter Windstrom aus Nord- und Westeuropa genutzt werden könnte. Auch viele Befürworter einer dezentralen Energieversorgung wie beispielsweise Canzler und Knie gehen davon aus, dass Eigenverbrauch und dezentrale Lösungen in Zukunft zwar eine wichtige Rolle spielen werden, Autarkie jedoch nur in den seltensten Fällen erreicht werde.

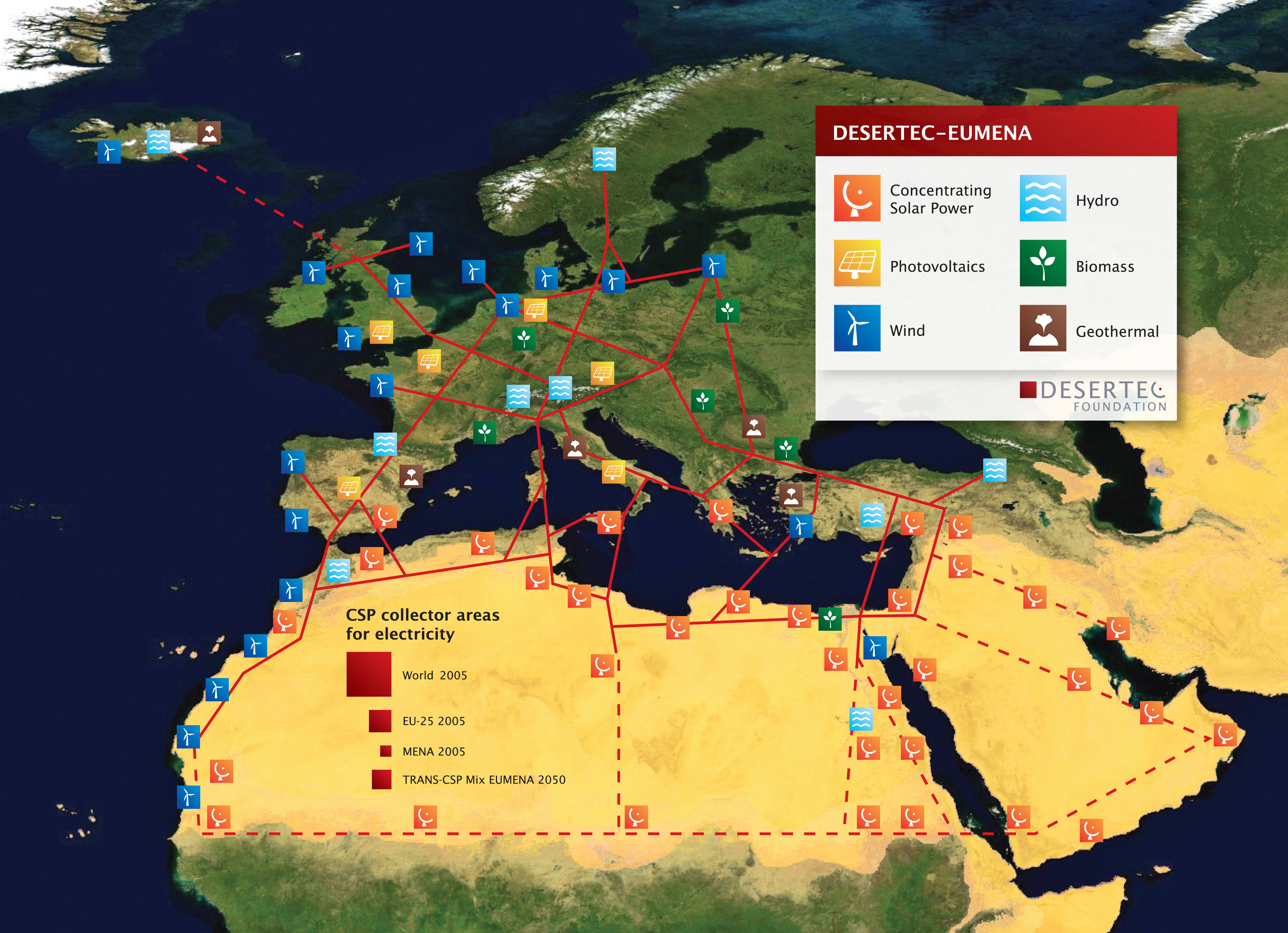
Desertec: Skizze einer möglichen Infrastruktur für eine nachhaltige Stromversorgung in Europa, dem Nahen Osten und Nord-Afrika

Der Umbau der Energieversorgung auf Nachhaltigkeit bedeutet jedoch nicht notwendigerweise ausschließlich dezentrale Versorgung. Einige Konzepte, wie beispielsweise Offshore-Windparks und Solarfarmkraftwerke, setzen auch bei erneuerbaren Energien auf zentrale Gewinnung und großräumige Verteilung. Ein Beispiel für ein solches Großprojekt war das 2009 bis 2014 geplante Desertec-Projekt. Studien des Deutschen Zentrums für Luft- und Raumfahrt (DLR) ergaben, dass mit weniger als 0,3 % der verfügbaren Wüstengebiete in Nord-Afrika und im Nahen Osten durch Solarthermische Kraftwerke genügend Strom und Trinkwasser für den steigenden Bedarf dieser Länder sowie für Europa erzeugt werden kann. Alleine in den Mittelmeeranrainerstaaten könnten auf 500.000 km², was 6 % der Fläche dieser Staaten entspricht, das Vierfache der Weltstromerzeugung Ende der 1990er Jahre produziert werden. Eine Nutzung der Passatwinde im Süden Marokkos soll die solare Stromerzeugung ergänzen. Der Plan, nach dem Afrikas Wüsten einen beträchtlichen Beitrag zur Stromversorgung Europas liefern sollten, wird von Desertec nur noch in kleinerem Rahmen verfolgt.
Es sind derzeit noch weitere Projekte in Planung, die einen Beitrag zum Klimaschutz leisten können. Beispiele hierfür sind Gobitec, wo Solar- und Windstrom aus der Mongolei in die dicht besiedelten und industriell hoch entwickelten Räume Ostchinas, Koreas und Japans geliefert werden soll, sowie der Vorschlag der Australian National University in Canberra, Südostasien mit nordaustralischem Solarstrom zu versorgen. Es werden ebenfalls Konzepte zur Errichtung eines globalen Stromnetzes (Global Grid) evaluiert, mit dem das Ziel verfolgt wird, die fluktuierende Erzeugung von erneuerbaren Energien sowie die unterschiedliche Stromnachfrage zu glätten und somit den notwendigen Speicherbedarf zu minimieren. Bei einer Stromübertragung mittels HGÜ-Technik und einer Spannung von 800 kV treten bei Transportentfernungen von 5.000 km Verluste von weniger als 14 % auf. Die Investitionskosten für die Stromleitungen selbst werden mit 0,5 bis 1 ct/kWh prognostiziert.
Heute wird davon ausgegangen, dass die zukünftige Energieversorgung vermutlich aus einer Mischung von dezentralen und zentralen Konzepten bestehen wird. Es gilt als gesichert, dass der Umbau der Energieversorgung weder ausschließlich durch lokale Kleinsysteme noch durch Großstrukturen erfolgen kann, sondern ein Mix aus beiden Varianten erforderlich ist.

### Sektorenkopplung
Die Verknüpfung der verschiedenen Bereiche der Energieversorgung (Strom, Wärme und Verkehr) eröffnet weitere Gestaltungsmöglichkeiten der Energiegewinnung und -versorgung.
Dafür ist statt dem Abbremsen des Ausbaus der erneuerbaren Energien ein beschleunigter Ausbau erforderlich, um zusätzliche Strommengen auch für den Verkehrs- und Wärmebereich bereitstellen zu können, obwohl Sektorenkopplung nicht mit einer 100 % Elektrifizierung gleichzusetzen ist. Beispielsweise können Wärmespeicher und ein zeitlich intelligenter Verbrauch erneuerbarer Wärmeenergien (Solarthermie, Geothermie, Bioenergien) zur zeitlichen Anpassung des Strombedarfes an die fluktuierende Erzeugung beitragen.
Im Jahr 2017 wurden vom Endenergieverbrauch 10,1 % im Wärmesektor, 3,3 % im Verkehrssektor und 26,4 % im Stromsektor von erneuerbaren Energien gedeckt. Erneuerbarer Strom hatte einen Anteil von 1,9 % im Wärmesektor und 0,3 % des Endenergieverbrauches im Verkehrssektor.
Für die Sektoren Strom- und Wärmeversorgung hat das Fraunhofer-Institut für Solare Energiesysteme ISE im Jahr 2012 in einem Szenario für etwa das Jahr 2050 berechnet, dass die Gesamtkosten für den Bau, den Erhalt und die Finanzierung einer auf 100 % erneuerbaren Energien basierende Strom- und Wärmeversorgung in Deutschlands nicht höher sind als die Kosten der heutigen Versorgung.

### Energiespeicherung

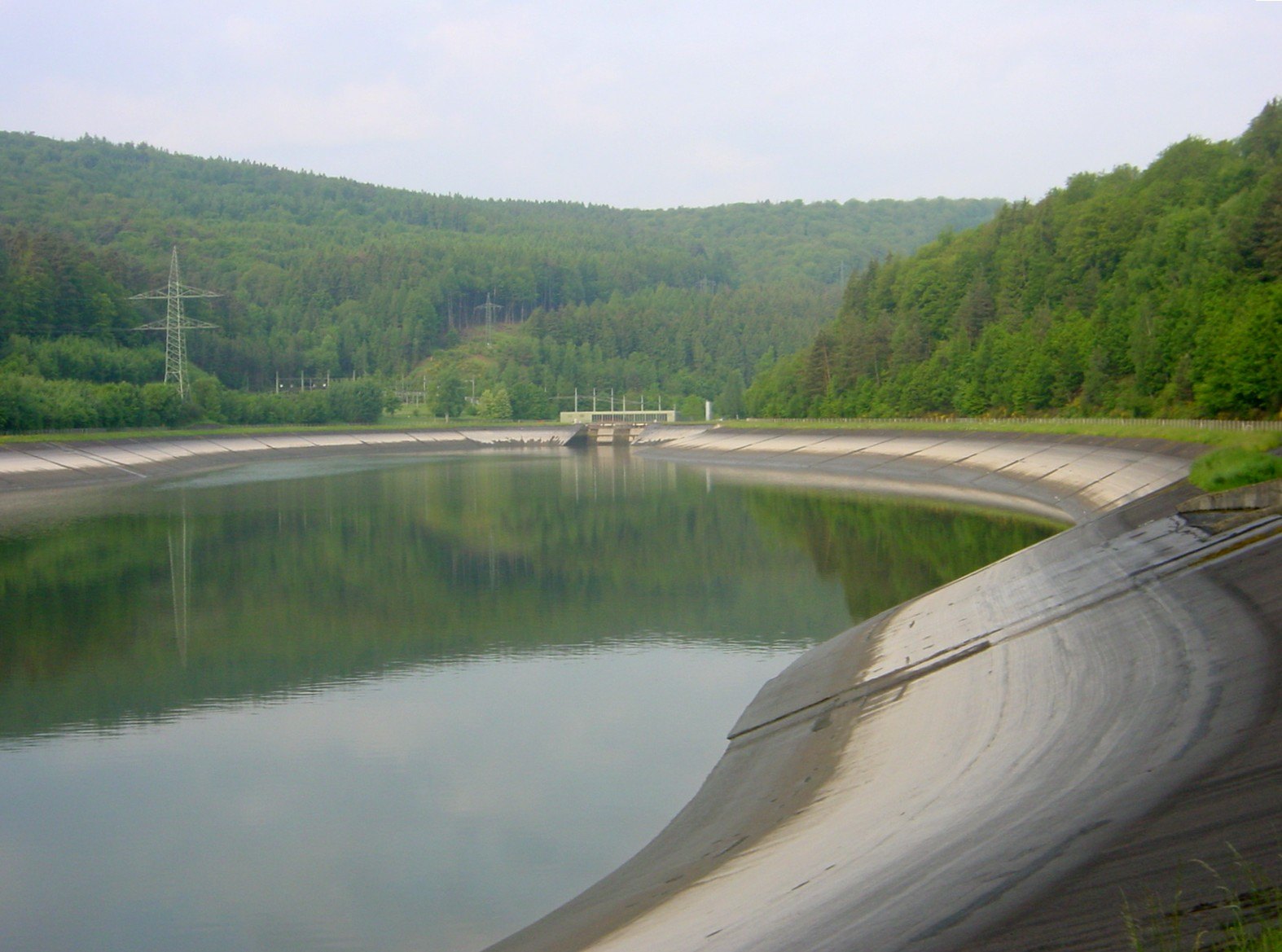
Unterbecken des Pumpspeicherkraftwerkes Langenprozelten

Je größer der Anteil der erneuerbaren Energien wird, desto größer wird die Bedeutung von Speichermöglichkeiten, um die Schwankungen der Energieerzeugung an die Schwankungen des Energieverbrauchs anzugleichen und somit Versorgungssicherheit herzustellen. In der Fachliteratur wird davon ausgegangen, dass ab einem Erneuerbare-Energien-Anteil von ca. 40 % in größerem Maße zusätzliche Speicher benötigt werden, vereinzelt wird auch die Zahl 70 % genannt. Langfristspeicher wie z. B. die Power-to-Gas-Technik werden erst ab einem Anteil von 70–80 % benötigt. Unterhalb von 40 % erneuerbaren Energien stellt eine Ausregelung durch Wärmekraftwerke sowie eine geringfügige Abregelung von Erzeugungsspitzen der erneuerbaren Energien eine effizientere Möglichkeit zum Ausgleich dar. Daher wurden zusätzliche kommerzielle Speicher in Deutschland frühestens ab dem Jahr 2020 für notwendig gehalten.
In seinem Sondergutachten 100 % erneuerbare Stromversorgung bis 2050: klimaverträglich, sicher, bezahlbar von Mai 2010 bekräftigte der von der Bundesregierung eingesetzte Sachverständigenrat für Umweltfragen, dass die Kapazitäten in Pumpspeicherkraftwerken v. a. in Norwegen und Schweden bei Weitem ausreichen, um schwankende Energiebereitstellung – insbesondere von Windkraftanlagen – auszugleichen. Dabei sei allerdings zu beachten, dass dies den Bau von Höchststromtrassen (umgangssprachlich als Stromautobahnen bezeichnet) in viel größerem Ausmaß voraussetze, als dies im Moment im Rahmen des Netzentwicklungsplanes vorgesehen ist.
Die Entwicklung von wirtschaftlichen Speicherkraftwerken befindet sich zum Teil noch im Frühstadium. Zu den Speichermöglichkeiten gehören:
- Pumpspeicherkraftwerke nutzen bei der Speicherung Strom, um Wasser bergauf zu pumpen. Wird wiederum Strom gebraucht, fließt das Wasser wieder nach unten und treibt einen Generator an. Pumpspeicherkraftwerke werden aufgrund des relativ günstigen Preises zurzeit als Großanlagen eingesetzt. Insbesondere Norwegen verfügt über ein großes Ausbaupotenzial, wodurch es eine wichtige Rolle bei der Stromspeicherung in Europa spielen könnte, sofern geeignete verlustarme Stromleitungen (HGÜs) nach Europa verlegt werden.[45]
- Akkumulatoren: Akkumulatoren und Redox-Flow-Zellen speichern Strom elektrochemisch. Die Preise fallen stark, wodurch diese Speicher immer interessanter werden. Potenzielle Einsatzbereiche befinden sich in Haushalten, z. B. in Form von Batteriespeichern, großtechnisch kommen Batterie-Speicherkraftwerke in Frage. Erste Anlagen werden bereits zur kurzfristigen Bereitstellung von Systemdienstleistungen eingesetzt.
- Wärmespeicher: Mit Sonnenwärme wird Wasser erhitzt oder mit überschüssigem Strom Wasser in warme Schichten unter der Erde gepumpt, um dieses natürlich zu erwärmen. Dieses kann für die Beheizung von Gebäuden genutzt werden, die so Wärme vom Tag in der Nacht oder Wärme vom Sommer im Winter nutzen können, oder für die zeitversetzte Stromerzeugung in solarthermischen Kraftwerken, die so in die Lage versetzt werden, 24 Stunden pro Tag Strom aus Sonnenenergie herzustellen.
- Power-to-Gas: Durch Elektrolyse, ggf. ergänzt durch Methanisierung, lässt sich aus temporär überschüssigem Strom Wasserstoff bzw. Methan erzeugen, welches später bei Bedarf zur Stromproduktion oder zur Wärmeerzeugung genutzt werden kann. Gespeichert werden kann dieses EE-Gas in bereits vorhandenen unterirdischen Erdgasspeichern, deren Kapazität bereits heute für eine regenerative Vollversorgung ausreichen würde.[46] Die Effizienz der Wasserstoffspeicherung liegt höher als bei der Methanisierung. Bei der Wasserstoffspeicherung können perspektivisch elektrische Gesamtwirkungsgrade (Elektrolyse → Speicherung → Rückverstromung) von 49 bis 55 % erreicht werden.[47] Bei der Methanisierung liegt der Gesamtwirkungsgrad bei Rückverstromung in einem GuD-Kraftwerk bei 39 %. Kommt bei der Gasherstellung sowie der Rückverstromung eine Kraft-Wärme-Kopplung zum Einsatz, sind Gesamtwirkungsgrade bis über 60 % möglich.[48]
- Power-to-Heat: Überschüssiger Strom wird direkt zur Erzeugung von Wärme für Heizungsanlagen oder Warmwasserbereitung verwendet und ersetzt so fossile Energieträger. Eine Rückwandlung in elektrische Energie ist nur unter bestimmten Voraussetzungen sinnvoll.
- Thermodynamische Speicher: In Druckluftspeicherkraftwerken wird Luft in Kavernen gedrückt. Im Bedarfsfall entweicht die Luft wieder, wobei der Luftdruck einen Generator antreibt. In adiabatischen Druckluftspeicherkraftwerken wird die bei der Kompression freiwerdende Wärme in Wärmespeichern zwischengespeichert und bei der Expansion wieder abgegeben. Somit kann eine Wirkungsgradsteigerung erreicht werden.
- Schwungrad-Speicher: Ebenfalls zur kurzfristigen Speicherung sowie für Systemdienstleistungen eingesetzt werden können Schwungradspeicher.[49] Schwungräder werden über einen Motor angetrieben, um Energie aufzunehmen. Über einen Generator wird das Schwungrad wieder abgebremst, um so elektrische Energie zu erzeugen. Vorteilhaft ist die sehr hohe Zyklenzahl infolge nur sehr geringer Abnutzung im Betrieb. Nachteilig ist dagegen die vergleichsweise hohe Selbstentladung, weshalb Schwungräder zur Stabilisierung von Stromnetzen und zum Ausgleich von erneuerbaren Energien im Zeitraum eines Tages eingesetzt werden.
- Thermovoltaik-Speicher ermöglichen die Speicherung von Wärmeenergie in Graphit und deren Rückgewinnung aus Wärmestrahlung durch die Nutzung von Photovoltaikzellen. Der Wirkungsgrad liegt bei bis zu 40 %, und die Graphitspeicher halten Temperaturen bis zu 2500 °C (vgl. Dampfturbine 30 % und 1500 °C).[50]

### Ausgleich von wetterbedingten Fluktuationen

Nach EWE: Verlauf des frühjährlichen Stromverbrauchs (Last) über verschiedene Wochentage und Einsatz von Grund-, Mittel- und Spitzenlastkraftwerken am Lastverlauf werktags (schematisch)

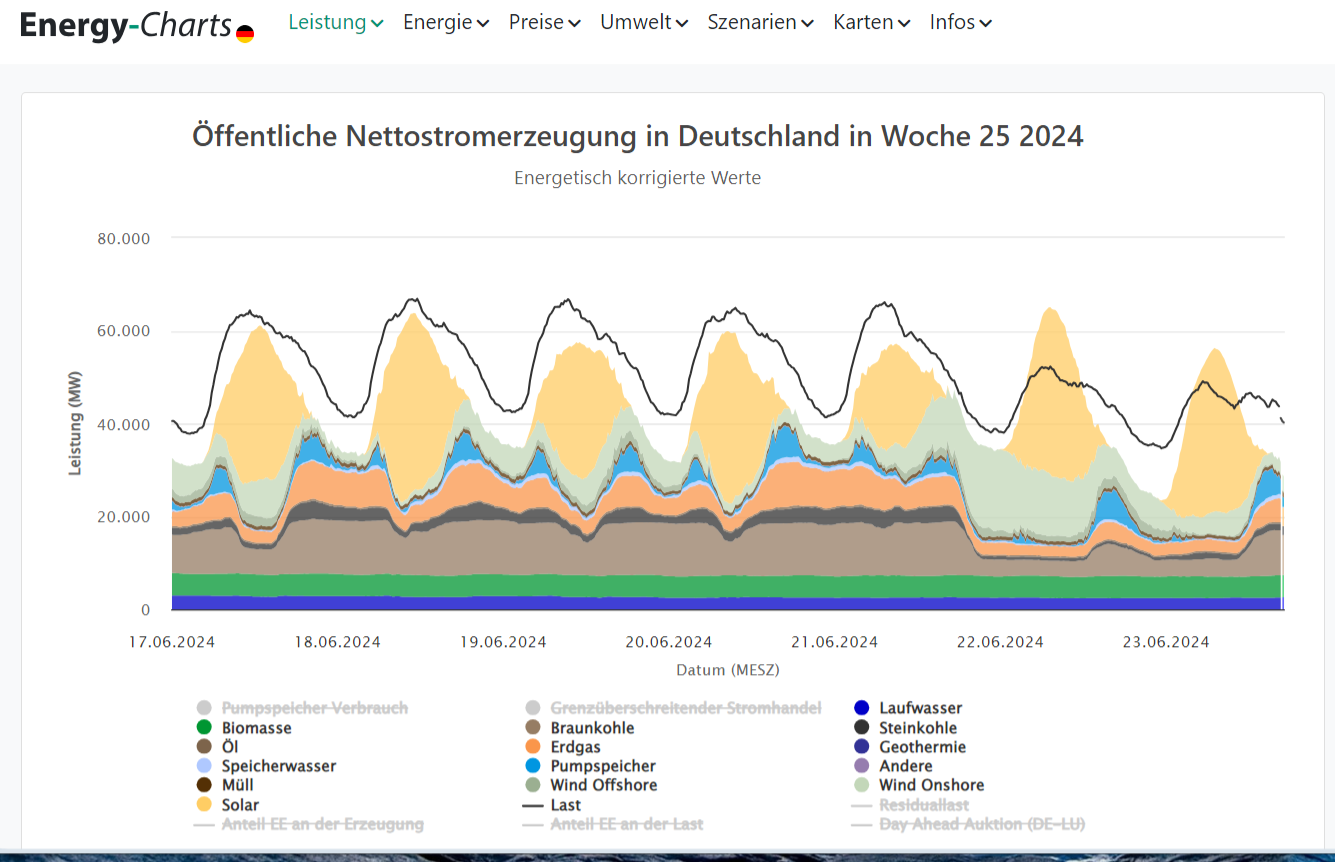
Strombedarf und Stromerzeugung in Deutschland in Woche 25/2024 (Sommeranfang)

Die Nachfrage nach Strom, der sogenannte Lastgang, schwankt im tageszeitlichen Verlauf stark. Da elektrische Energie nur aufwendig und mit Verlusten speicherbar ist, wird sie derzeit im Wesentlichen synchron zur Nachfrage bereitgestellt.
Zwar sind Geothermiekraftwerke, Wasserkraftwerke und Biomassekraftwerke grundlastfähig und wie konventionelle Kraftwerke regelbar, die Stromerzeugung aus Sonnenenergie und Wind unterliegt dagegen starken Schwankungen, die durch Einsatz von regelbaren Kraftwerken oder Speichern ausgeglichen werden müssen.
Eine positive Korrelation der erneuerbaren Einspeisung zum Tages- bzw. Jahres-Lastgang ist jedoch vorhanden. So wird Strom aus Sonnenenergie zur Mittagszeit bereitgestellt, wo auch eine Bedarfsspitze liegt. Strom aus Windenergie fällt verstärkt im Winterhalbjahr an, wenn Ausbeute von Solaranlagen geringer ausfällt. Die viertelstundenscharfe Deckung der Last ist jedoch mit erneuerbaren Energien ohne Speichertechnologie nicht möglich.
In Deutschland sollen Gaskraftwerke als Brückentechnologie ausgebaut werden bei gleichzeitiger Verringerung der Kohlekraftwerke, da Gaskraftwerke wegen ihrer hohen Regulierbarkeit gut zugeschaltet werden können, wenn erneuerbare Energien nicht produzieren.
Bei Biogasanlagen kann die Energieumwandlung mehrere Stunden ohne größere Verluste aufgeschoben werden, auch viele Laufwasserkraftwerke können mittels Schwallbetrieb ihre Produktion um einige Stunden zurückfahren und somit vorwiegend zu nachfragestarken Stunden, bzw. während Zeiten niedriger Produktion aus Wind- und Solarenergie Strom liefern. Photovoltaik- und Windenergieanlagen können gedrosselt bzw. komplett abgeschaltet und innerhalb von etwa 30 s (Selbsttest und Anfahren eines Photovoltaik-Wechselrichters) bis wenige Minuten (größere Windenergieanlagen) wieder in Betrieb genommen werden. Dies ist sogar ein Vorteil gegenüber großen Dampfkraftwerken und Kernkraftwerken, die beim Hochfahren mehrere Stunden bis zur vollen Leistung benötigen. Allerdings wird durch die Abschaltung von Photovoltaik- oder Windenergieanlagen, anders als bei Biogasanlagen und konventionellen Kraftwerken, kein Brennstoff gespart und somit auch keine Kosten vermieden. Um größere Leistungen bereitzustellen, sollen auch zunehmend GuD-Kraftwerke eingesetzt werden, da diese auf schnelle Lastwechsel ausreichend reagieren können.
Zur Abfederung fluktuierender Einspeisemengen können Wasserkraftwerke und Biogaskraftwerke kurzzeitig über ihrer Durchschnittsleistung, die durch den Nachschub an Wasser und Biomasse begrenzt ist, betrieben werden. Besondere Bedeutung kommt dabei flexibilisierten Biogasanlagen zu, die perspektivisch ein verfügbares Ausgleichspotenzial von insgesamt rund 16.000 MW anbieten können. Innerhalb weniger Minuten könnte diese Kapazität bei Überangebot im Netz gedrosselt oder bei steigender Nachfrage hochgefahren werden. Zum Vergleich: Die Kapazität der deutschen Braunkohlekraftwerke wird von der Bundesnetzagentur auf rund 18.000 MW beziffert. Diese fossilen Großkraftwerke könnten wegen ihrer technisch bedingten Trägheit jedoch nur wenige Tausend Megawatt für den kurzfristigen Ausgleich von Solar- und Windstrom zur Verfügung stellen.
Durch eine Flexibilisierung des Stromsystems kann die Überproduktion auch bei stark steigenden Anteilen erneuerbarer Energien abgefedert werden. Notwendig ist hierzu eine starke Flexibilisierung des Stromsystems und damit eine Reduzierung der sogenannten „Must-Run“-Kapazitäten.
Um den Einsatz der anderen Energiearten planen zu können, ist eine möglichst genaue Kurz- und Mittelfristvorhersage der zu erwartenden Windleistung und Solarleistung wichtig. Auf diese Weise wird überschüssige oder fehlende Produktion langfristig sichtbar, spiegelt sich in den Preisen im Stromhandel, worauf eine Reaktion anderer Marktteilnehmer auf der Erzeugungs- oder Verbrauchsseite erfolgen kann.

### Einsatz von virtuellen Kraftwerken
Um zu testen, ob ein größeres Gebiet teilweise oder vollständig mit Strom aus erneuerbaren Energien sicher versorgt werden kann, gibt es Pilotprojekte, die die Dynamik und Einsatzmöglichkeiten von sogenannten Kombikraftwerken oder virtuellen Kraftwerken untersuchen. Hierbei werden Anlagen aus den verschiedenen erneuerbare Energie-Bereichen (Wasser, Wind, Sonne, Biogas etc.) virtuell zu einem Kraftwerk zusammengeschlossen und simuliert, den zeitgenauen Strombedarf, zum Beispiel einer Großstadt zu decken. Studien der TU Berlin und der BTU Cottbus zeigen, dass eine solch intelligente Vernetzung dezentraler regenerativer Kraftwerke einen erheblichen Beitrag dazu leisten kann, große Mengen fluktuierenden Stroms optimal in das Versorgungsnetz zu integrieren. Die Studien ergaben außerdem, dass sich Strombedarf und -produktion einer Großstadt wie Berlin mit Hilfe gezielter Steuerung gut aufeinander abstimmen lassen. Dadurch kann demnach sowohl die höhere Netzebene entlastet als auch der Bedarf an konventionellen Reservekapazitäten deutlich verringert werden.
Um einen Zusammenbruch des Stromnetzes zu vermeiden, muss die Stromproduktion stets dem Stromverbrauch angepasst werden. Der Strombedarf wurde in dem Projekt „Kombikraftwerk 2“ aufgrund von Wetterdaten und Stromverbrauchsstatistiken für jede Stunde des Jahres im Detail kalkuliert. Grundlage der Simulation waren ausreichende Überkapazitäten an Windenergie und Solarenergieanlagen, insbesondere muss im Jahresverlauf ein Überschuss an Strom erzeugt werden der in Stromspeicher eingespeichert und als Wasserstoff oder durch Weiterverarbeitung im Carbon Capture and Utilization als Methan gespeichert wird. In Phasen sehr ertragreicher Produktion müssen Windenergie und Solarenergieanlagen zeitweise heruntergeregelt oder abgeschaltet werden um eine Überspannung im Netz zu verhindern. Andererseits müssen in Phasen, in denen zu wenig Wind- und Solarenergie erzeugt werden Pumpspeicherkraftwerke und vor allem Power-to-Gas-Anlagen mit Biogas und Wasserstoff hochgefahren werden sowie Stromspeicher angezapft werden. Im Oktober 2013 kam das Forschungsprojekt „Kombikraftwerk 2“ mit einem Feldtest sowie mit regionalen Simulationen zu dem Ergebnis, dass die Netzstabilität mit einem solchen System gewährleistet werden kann.

### Intelligenter Stromverbrauch
Eine wichtige Rolle beim Umbau der Elektrizitätsversorgung spielt der Aufbau intelligenter Stromnetze, sogenannter Smart Grids. Mit der heutigen Informationstechnik ist es möglich, Lastabwurfkunden, also zeitlich flexible Stromverbraucher wie zum Beispiel Zementmühlen, Kühl- und Heizsysteme, mittels Demand Side Management vorübergehend herunter- oder abzuschalten. Eine Regulierung über einen zeitnahen Strompreis wird angedacht, ähnlich dem sogenannten Niedertarifstrom (Nachtstrom). Der Preis würde bei Stromüberangebot gesenkt, bei Strommangel dagegen angehoben. Intelligente Stromverbraucher (zum Beispiel entsprechend ausgerüstete Waschmaschinen, Spülmaschinen usw.) schalten bei geringem Strompreis ein und bei hohem Strompreis aus. In der Industrie könnten kurzzeitige Erzeugungsspitzen zwischengespeichert und zu einem späteren Zeitpunkt genutzt werden. Schwankungen in der erneuerbaren Stromerzeugung können dadurch im Wärmesektor oder in Industrieanlagen eingesetzt und dadurch geglättet werden, anstatt sie zu exportieren. Durch eine solche Synchronisierung des Verbrauchs, angeregt durch eine Dynamisierung ausgewählter Strompreiselemente, kann der Bedarf an residualer Spitzenlast sowie an gesicherter Leistung deutlich reduziert werden. Im Privathaushalt können auch Wärmepumpen zur intelligenten Verknüpfung von Strom- und Wärmemarkt dienen. In Frage kommen sowohl Anlagen mit zusätzlichem Wärmespeicher als auch ohne einen solchen.

### Ausbau der Stromnetze

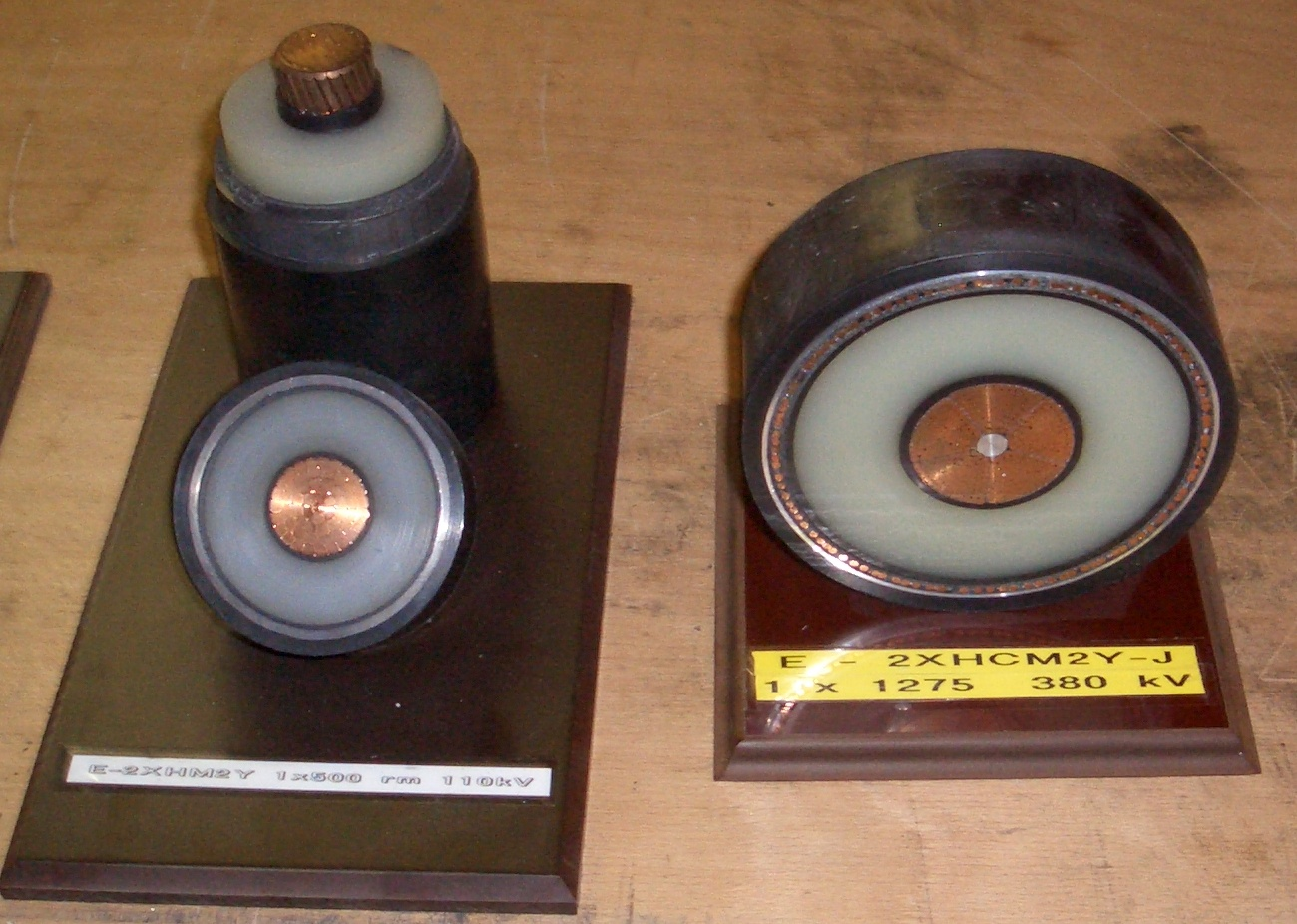
Diskutiert wird auch der vermehrte Einsatz von Erdkabeln.

Mit dem Ausbau von Windparks abseits der bisherigen Erzeugungszentren verschiebt sich die Struktur der Netzeinspeisung. Dies erfordert sowohl die Modernisierung als auch einen Ausbau der Stromnetze. Im Speziellen trifft dies auf die Errichtung von Offshore-Windparks zu, durch die ein Ausbau der Höchstspannungstrassen notwendig wird. Durch die Verknüpfung von Regionen mit hohen Kapazitäten an Stromerzeugung aus Wind mit Regionen mit vielen Wasser- bzw. Pumpspeicherkraftwerken können zudem Leistungsspitzen gespeichert und die Erzeugung verstetigt werden. Bei einer intelligenten Verschaltung mehrerer regenerativer Energiequellen durch Virtuelle Kraftwerke sowie die Implementierung von Smart Grids lässt sich der Bedarf an zusätzlichen Höchstspannungsübertragungsleitungen reduzieren.
Strom kann auch in abgelegenen Regionen erzeugt und über lange Strecken in die Verbrauchszentren transportiert werden, beispielsweise mit Offshore-Windkraftanlagen. Die Übertragung erfolgt dabei nicht, wie üblich, als Wechselstrom, sondern verlustärmer per Hochspannungs-Gleichstrom-Übertragung (HGÜ). Bei einer Betriebsspannung von 800 kV treten mit solchen Leitungen bei Transportentfernungen von 5.000 km Verluste von weniger als 14 % auf. Eine große Rolle spielen HGÜ-Systeme in China, wo auch mit der HGÜ-Trasse Hami-Zhengzhou die Leitung mit der bisher größten Übertragungskapazität (8.000 MW, entspricht der Leistung von ca. 8–10 großen Kohlekraftwerksblöcken) realisiert wurde.

## Ökologische Bewertung
Die unterschiedlichen Techniken zur Nutzung jeder Form von Energie, also auch erneuerbarer Energien, haben grundsätzlich immer Auswirkungen auf die Biosphäre, also auch auf Menschen und das ihr Leben ermöglichende Ökosystem. Neben direkten Emissionen, der Klimabilanz und dem Ressourcenverbrauch müssen für eine ganzheitliche Betrachtungsweise auch Aufbau und Abbau der Anlagen (Warenlebenszyklus), Herstellung, Betrieb, Entsorgung etc. betrachtet werden. Diese Auswirkungen müssen verstanden, quantitativ dargestellt und mit den Alternativen verglichen werden. Erst dann werden Nutzen und Schaden in der Energie- und Entropiebilanz, für die Artenvielfalt und soziale Folgen deutlich. Naturschutzverbände setzen sich für den stärkeren Ausbau erneuerbarer Energien ein.
Grundsätzlich lässt sich festhalten, dass erneuerbare Energien verglichen mit konventionellen Energienutzungsformen eine bessere Umweltbilanz aufweisen. Diese äußert sich nicht zuletzt in den deutlich geringeren externen Kosten von erneuerbaren Energien, die im Energiesektor vor allem durch Umwelt-, Gesundheits- und Klimafolgeschäden verursacht werden (s. u.). Erneuerbare Energien werden daher oft auch als saubere Energie bezeichnet. Bei den nicht-erneuerbaren Energien ist hingegen insbesondere die Verbrennung fossiler Energieträger durch die dabei entstehenden Verbrennungsrückstände und Treibhausgase lokal wie auch global hochgradig umweltbelastend. Durch Umstellung der Energieversorgung auf ein regeneratives Energiesystem lässt sich somit die durch den Energiesektor verursachte Umweltbelastung reduzieren.

### Solarenergie

#### Photovoltaik
Die energetische Amortisationszeit von Photovoltaikanlagen beträgt derzeit (Stand 2013) nach einer Studie von Peng et al. global betrachtet zwischen 0,75 und 3,5 Jahren, je nach Standort und verwendeter Photovoltaiktechnik. Der Mittelwert schwankt im Bereich von ca. 1,5 bis 2,5 Jahren. Dies bedeutet, in diesem Zeitraum hat die Photovoltaikanlage wieder die Energie hereingespielt, die insgesamt während ihres gesamten Lebenszyklus verbraucht wurde. Berücksichtigt sind also die Herstellung der Anlagen, ihr Transport, die Errichtung, Betrieb und der Rückbau bzw. Recycling. Die rechnerischen CO2-Emissionen von Photovoltaikanlagen betragen je nach Technik und Standort zwischen 10,5 und 50 g CO2/kWh, mit Durchschnitten im Bereich 35 bis 45 g CO2/kWh. Als Lebensdauer wurde in der Studie 30 Jahre für Module auf Basis kristalliner Siliziumzellen und 20–25 Jahren für Dünnschichtmodule angenommen, für Lebensdauer der Wechselrichter wurden 15 Jahre angenommen. Nicht berücksichtigt sind der in gesamtsystemischer Sicht evtl. nötige Betrieb von Energiespeichern oder Backupkraftwerken.
Es werden etwa fünf Kilogramm Silizium pro Kilowatt installierter Leistung (mono- und polykristalline Zellen) benötigt. Hinzu kommen wie bei allen elektronischen Bauteilen zum Teil giftige Schwermetalle. Diese Stoffe verbleiben bei Silizium- und CIGS-Techniken jedoch weitgehend in der Fabrik. Hier enthält das fertige Solarmodul selbst keine giftigen oder gefährlichen Stoffe und stellt einen recycelbaren Wertstoff dar. Module auf Cadmium-Tellurid-Basis enthalten giftige Schwermetalle, sind jedoch auch recycelbar.

#### Sonnenkollektoren
Bei solarthermischen Sonnenkollektoren werden Metalle wie Kupfer und Aluminium verwendet. Die energetische Amortisationszeit eines Solarthermiesystems beträgt 12 bis 24 Monate, d. h., in dieser Zeit haben die Kollektoren die gleiche Menge an Energie der Heizung zugeführt, die für die Produktion usw. der Anlage aufgewendet werden musste. Die Lebensdauer der Kollektoren liegt bei mindestens 30 Jahren.

### Wasserkraft
Die Errichtung von Talsperren und Staumauern ist ein massiver Eingriff in die Umwelt. Das aufgestaute Wasser überflutet Landflächen, die vorher anderweitig genutzt werden konnten. Wenn dort Menschen lebten, müssen sie wegziehen. Bei vielen Stauseeprojekten kam es zu Veränderungen im Ökosystem, da in die saisonalen Wasserstandsschwankungen der Flüsse und den Schwemmstofftransport der Flüsse eingegriffen wurde. Als besonders bekanntes Beispiel gilt der Nassersee (Nil) in Ägypten.
In Regionen mit Wassermangel kommt es zu Nutzungskonflikten zwischen Oberliegern und Unterliegern. So staut zum Beispiel Tadschikistan den Syrdarja (und Nebenflüsse) im Sommer auf, um im Winter Strom zu erzeugen. Das flussabwärts gelegene Kasachstan benötigt das Wasser aber im Sommer für seine Landwirtschaft. Ein weiteres Beispiel ist das Südostanatolien-Projekt (22 Staudämme, 19 Wasserkraftwerke und Bewässerungsanlagen entlang der beiden Flüsse Euphrat und Tigris), siehe Südostanatolien-Projekt#Probleme mit den Anrainerstaaten.
Auch Laufwasserkraftwerke greifen in „ihren“ Fluss ein. Allerdings werden die meisten europäischen Flüsse ohnehin für Binnenschifffahrt und für andere Zwecke aufgestaut (Vermeidung von Hochwasser und Niedrigwasser, Sicherstellung genügender Kühlwassermengen für große Kraftwerke, z. B. Kernkraftwerke und fossile Kraftwerke etc.).

### Windenergie
Windparks werden vom Landschaftsschutz und Naturschutz kritisch gesehen. An bestimmten Standorten besteht unter Umständen eine Gefahr für Vögel oder Fledermäuse (Vogel- und Fledermausschlag). Laut NABU sterben in Deutschland jährlich etwa eintausend Vögel durch Kollision mit einer Windkraftanlage, was ca. 0,5 Vögeln pro Anlage und Jahr entspricht. Dem gegenüber stehen etwa fünf bis zehn Millionen getöteter Vögel durch Straßenverkehr und Stromleitungen. Belastbare Datenreihen für gefährdete Vogelarten wie den Rotmilan und den Weißstorch zeigen stabile Bestände seit den 1990er Jahren, trotz erheblichem Windkraftzubau.
Lärm- und Infraschallentwicklung können prinzipiell belastend sein; in den gesetzlich vorgegebenen größeren Entfernungen gehen die Schallemissionen jedoch normalerweise im Hintergrundrauschen unter, das im Wesentlichen von Verkehr und Industrie sowie dem lokalen Wind geprägt wird. Der „Disco-Effekt“ durch Reflexion der Sonne an den Windkraftanlagen wird inzwischen durch Auftragung matter Farben auf den Windflügeln vollständig vermieden, jedoch kann auch der Schattenschlag der Rotorblätter negativ wahrgenommen werden. Zur Minimierung des Schattenschlages werden zeit- und sonnengesteuerte Abschaltsysteme eingesetzt, die den Schattenschlag auf die per Immissionsschutzgesetz maximal zulässige Schattenwurfdauer von theoretisch 30 Stunden pro Jahr (entsprechend etwa 8 Stunden real) und 30 Minuten pro Tag begrenzen.
Bei bestimmten Typen von Windkraftanlagen wird Neodym als Baumaterial für den Generator eingesetzt. Der Abbau dieses seltenen Metalles geschieht überwiegend in China und erfolgt dort mit Methoden, die sowohl die Umwelt als auch die Arbeiter schädigen. Die deutschen Windkraftanlagenhersteller REpower Systems und Enercon betonen, kein Neodym in ihren Windkraftanlagen zu verbauen.

### Bioenergie
Bioenergie umfasst die Nutzung von festen, flüssigen und gasförmigen biogenen Energieträgern, vor allem von Holz, landwirtschaftlichen Produkten (Energiepflanzen) und organischen Abfällen.
Die Verbrennung von Biomasse kann mit Gefahren für die menschliche Gesundheit einhergehen, wenn sie an offenen Feuerstellen oder in Öfen ohne Filtersysteme erfolgt, da Luftschadstoffe wie Stickoxide, Schwefeldioxid und Feinstaub entstehen. In Deutschland ist die Nutzung in Öfen, Kaminen und anderen Anlagen in der Verordnung über kleine und mittlere Feuerungsanlagen (1. BImSchV) geregelt und schreibt Grenzwerte und verschiedene Maßnahmen, wie beispielsweise Filtersystem, vor. (siehe auch Artikel Holzheizung)
Die verfügbare Fläche für den Anbau der Biomasse ist begrenzt. Gleichzeitig ist die Flächeneffizienz von Biomasse äußerst niedrig (weniger als ein Zehntel von Photovoltaik). Das führt zu einem Spannungsverhältnis zum Nahrungsmittelanbau und zum Natur- und Landschaftsschutz (beispielsweise Schutz der Biodiversität). Während beispielsweise die Nutzung landwirtschaftlicher Rest- und Abfallstoffe zumeist als unproblematisch gilt, ist der intensive Anbau von Nahrungspflanzen oder die Reservierung von Anbauflächen für geeignete Pflanzen (beispielsweise Mais und Zuckerrohr) zur Herstellung von Treibstoffen in die Kritik geraten. Insbesondere Palmöl steht in der Kritik, da häufig artenreiche und als Kohlenstoffspeicher fungierende tropische Regenwälder für Ölpalmenplantagen gerodet werden und dabei der gespeicherte Kohlenstoff beim Brandroden wieder als CO2 freigesetzt wird. (siehe Artikel Flächen- bzw. Nutzungskonkurrenz und Nahrungsmittelkonkurrenz)
Diskutiert wird auch der Nutzen von Biokraftstoffen. Für die Erzeugung beispielsweise von Rapsöl werden große Mengen an synthetischen Düngemitteln (Mineraldünger) und Pestiziden eingesetzt, die Mensch und Umwelt belasten. Synthetische Dünger werden unter Verbrennung fossiler Brennstoffe erzeugt. Deren Verbrennung erzeugt große Mengen CO2. Strittig ist bisher auch, wie groß der Beitrag zum Klimaschutz ist, da beispielsweise durch Stickstoffdüngung verursachte Emissionen des sehr starken Treibhausgases Lachgas (rund 300-fach stärkeres Treibhausgas als CO2) schwer zu quantifizieren sind. Die Deutsche Akademie der Naturforscher Leopoldina bescheinigt Biokraftstoffen aus Ackerpflanzen keinen Vorteil bei CO2-Emissionen gegenüber fossilem Kraftstoff. Mit gesetzlichen Vorgaben (EU-Richtlinie 2009/28/EG und deren Umsetzung in deutsches Recht mit der Biokraftstoff-Nachhaltigkeitsverordnung) soll die nachhaltigere Erzeugung von Biokraftstoffen sichergestellt werden.
Von noch in der Entwicklung befindlichen Biokraftstoffen der zweiten Generation, wie Cellulose-Ethanol und BtL-Kraftstoffe erhofft man sich bessere ökologische Bilanzen, da diese Ganzpflanzen und Reststoffe nutzen und so höhere Erträge pro Fläche liefern können als die derzeit dominierenden Ölpflanzen. Jedoch ist der Herstellungsprozess deutlich aufwendiger als bei den Biokraftstoffen der ersten Generation.
Biomasse eignet sich auch zur Herstellung von Wasserstoff in einer Wasserstoffwirtschaft.

### Geothermie
Auch bei der Geothermie können negative Umwelteinwirkungen eintreten. Bei der Stimulation von untertägigen Wärmeübertragern können seismische Ereignisse auftreten, die jedoch meist unterhalb der Fühlbarkeitsgrenze liegen (Dezember 2006, Basel, Magnitude 3,4). Bisher wurden weltweit weder Personenschäden noch strukturelle Gebäudeschäden verursacht. In Basel wurden jedoch Bagatellschäden mit einer Gesamtsumme von 3 und 5 Millionen Franken (ca. 1,8 bis 3,1 Millionen Euro) auf dem Kulanzwege durch Versicherungen entschädigt. Das Projekt wurde eingestellt. Der verantwortliche Ingenieur wurde zunächst zwar angeklagt, dann aber freigesprochen.
Unter bestimmten geologischen Bedingungen, die Anhydrit-haltige Gesteinsschichten beinhalten, und vermutlich unsachgemäßer Ausführung der Bohrarbeiten bei oberflächennahen Geothermieprojekten können auch erhebliche kleinräumige Hebungen der Erdoberfläche auftreten, wie im Jahr 2007 in Staufen geschehen.

## Gründe für den Umstieg auf erneuerbare Energien

### Klimaschutz
Bei der energetischen Nutzung fossiler Energieträger werden große Mengen Kohlenstoffdioxid (CO2) ausgestoßen. Der menschengemachte Treibhauseffekt ist maßgeblich durch die Zunahme des Verbrauchs fossiler Energieträger verursacht. Da erneuerbare Energien in der Regel deutlich geringere Mengen an Treibhausgasen emittieren, treiben viele Staaten weltweit den Ausbau der erneuerbaren Energien mit ehrgeizigen Zielen voran. Mit dem Ausbau der erneuerbaren Energien und dem damit eingesparten fossilen Brennstoff soll somit der durch die menschliche Wirtschaftsweise verursachte Kohlendioxidausstoß verringert werden.
|                     | IPCC WGIII Median | UNECE Min/Max |
| ------------------- | ----------------- | ------------- |
| Steinkohlekraftwerk | 820               | 751-1095      |
| dto. mit CCS        | 220               | 147-469       |
| GuD-Gaskraftwerk    | 490               | 403-513       |
| dto. mit CCS        | 170               | 49-220        |
| Biomassekraftwerk   | 230               | n. a.         |
| Wasserkraft         | 22                | 6-147         |
| PV-Dachanlage       | 41                | 23-82         |
| PV-Freifläche       | 48                | 23-83         |
| Kernkraftwerk       | 12                | 5,1-6,4       |
| WKA onshore         | 11                | 7,8-16        |
| WKA offshore        | 12                | 12-23         |

Ausnahmslos jede Stromerzeugungstechnologie verursacht während ihres Lebenszyklus Umweltauswirkungen, die je nach Standort und anderen Konstruktionsentscheidungen stark variieren können. Die meisten THG-Emissionen der erneuerbaren Technologien entstehen durch die Bereitstellung der technischen Komponenten (bis zu 99 Prozent bei der Photovoltaik). Mit Hilfe einer Lebenszyklusanalyse (LCA) kann ein Produkt über seinen gesamten Lebenszyklus und anhand einer breiten Palette von Umweltindikatoren bewertet werden. Eine aktuelle Lebenszyklusanalyse für die verschiedenen Stromerzeugungstechnologien wurde 2021 von der United Nations Economic Commission For Europe (UNECE) vorgestellt.
Die Freisetzung von Treibhausgasen erfolgt dabei hauptsächlich bei der Herstellung sowie in geringerem Ausmaß beim Transport der Anlagen, da beim heutigen Energiemix hierfür noch überwiegend auf Energie aus fossilen Energieträgern zurückgegriffen wird, der Betrieb selbst ist emissionsfrei. Diese Emissionen werden jedoch in der Lebenszeit mehrfach amortisiert, so dass netto eine deutliche Einsparung an Klimagasen zu bilanzieren ist. Im Jahr 2019 haben die erneuerbaren Energien in Deutschland 203 Mio. Tonnen CO2 eingespart, so dass sich die freigesetzte Menge an CO2-Äquivalenten auf 805 Millionen Tonnen reduzierte.
Ein spezieller Fall ist Bioenergie, bei deren Nutzung in Biomasseheizkraftwerken, Biogasanlagen oder als Biokraftstoff in Verbrennungsmotoren CO2 freigesetzt wird. Dieses wurde jedoch zuvor beim Wachstum der verwendeten Pflanzen im Zuge der Photosynthese gebunden, weshalb die Bioenergie prinzipiell klimaneutral ist. Netto beschränkt sich die tatsächliche CO2-Emission also auf den Aufwand an fossiler Energie für land- und forstwirtschaftliche Maschinen (Dieselkraftstoff), Mineraldüngerherstellung und anderes. Zu beachten sind allerdings auch die Emissionen der starken Klimagase Lachgas und Methan, die bei bestimmten Anbau- und Nutzungsarten von Biomasse freigesetzt werden können und die Gesamtbilanz der Bioenergien in diesem Fall verschlechtern.
Ob die erhofften ökologischen Vorteile im Einzelfall zutreffen, kann durch eine Ökobilanz festgestellt werden. So müssen beispielsweise bei der Bioenergie auch negative Auswirkungen wie Landverbrauch, Abbrennen von Urwald für Anbauflächen von Sojabohnen oder Ölpalmen (und speziell damit verbundene Reduzierung der Artenvielfalt), energieintensive Produktion von künstlichen Düngemitteln, Einsatz von Herbiziden und Pestiziden, sowie der verstärke Anbau von Monokulturen wie beispielsweise Mais, den positiven Effekten gegenübergestellt werden.

### Endlichkeit fossiler und nuklearer Brennstoffe
Die Vorkommen fossiler Energieträger sind endlich. Einen ersten Vorgeschmack auf diese Begrenztheit lieferte die Ölkrise (Ölpreisschock) 1973, wodurch Pioniere für alternative Energiequellen wie Amory Lovins überraschende Aufmerksamkeit bekamen. Weil das fossile Energiesystem auf dem Verbrauch begrenzter Bestände von Energierohstoffen basiert, kann es somit nicht von Dauer sein, da die Energierohstoffe nach einer gewissen Zeitspanne verbraucht sein werden. Die Reichweite der fossilen Energieträger wurde im Jahr 2009 auf 41 Jahre bei Erdöl, 62 Jahre bei Erdgas und 124 Jahre bei Steinkohle geschätzt. Die US Energy Information Administration ging 2018 davon aus, dass die konventionelle Öl-Produktion bereits 2005 das „Plateau“ des globalen Ölfördermaximums (Peak Oil) erreicht hat und dieses noch bis heute (2019) andauert. Das Fördermaximum für unkonventionelle Ölförderung, wie etwa durch Hydraulic Fracturing, wird dagegen Schätzungen zufolge zwischen 2050 und 2100 erreicht.
Gemäß Förderanalyse der ökologisch ausgerichteten Energy Watch Group ist es wahrscheinlich, dass um das Jahr 2030 die weltweite Erdölförderung um etwa 40 Prozent gegenüber 2012 zurückgehen wird. Die europäische Gasförderung befindet sich seit dem Jahr 2000 im Förderrückgang. Nach dem Fördermaximum wird mit sinkenden Fördermengen bei gleichzeitig steigendem Weltenergiebedarf gerechnet. Dies schlägt sich in steigenden Preisen nieder. Nach einem Bericht der Landesregierung Schleswig-Holstein zur Energiepreisentwicklung sind beispielsweise von 1998 bis 2012 die Heizölpreise um ca. 290 % und die Erdgaspreise um 110 % gestiegen. Die Strompreise erhöhten sich im selben Zeitraum um 50 %.
Auch Uran und andere Kernbrennstoffe sind begrenzt. Die Frage nach der Langzeitfähigkeit von Kernenergie in Bezug auf die weltweiten Uranvorkommen ist umstritten. Nach Angaben der IAEA und der NEA seien Uranressourcen vorhanden, um die Nachfrage aus der Stromerzeugung auf dem Stand von 2022 und auch auf einem höheren Nachfrageniveau bis 2040 und darüber hinaus zu decken. Kernenergie sei zudem möglicherweise für „Tausende von Jahren“ verfügbar; jedoch erfordere dies eine erhebliche Exploration neuer Uranlagerstätten mit verbesserten Abbaumethoden, die Umstellung auf Reaktoren mit fortschrittlicher Technologie sowie das Recycling von Kernbrennstoff. Umweltverbände argumentieren, dass die bekannten Uranvorräte einen steigenden Bedarf nicht decken könnten. Aufgrund zu erwartender Preissteigerungen biete „Uran […] anders als die Energierohstoffe Wind und Sonne keine verlässliche Kalkulationsbasis“. Versorgungssicherheit sei „nicht dadurch zu erreichen, einen begrenzten Rohstoff durch einen anderen zu ersetzen“.
Durch die Nutzung erneuerbarer Energiequellen werden begrenzte Ressourcen geschont. Ein frühzeitiger Ausbau der erneuerbaren Energien verlängert die Übergangsphase und könnte so eine wirtschaftliche Abwärtsspirale und Verteilungskonflikte vermeiden. Da die chemische Industrie stark vom Rohstoff Erdöl abhängt, sichert die Ressourcenschonung langfristig die Rohstoffzufuhr.
Aus umwelthistorischer Sicht betrachtet stellt die mit der Industriellen Revolution begonnene industrielle Epoche ein instabiles System dar, das im physisch-energetischen Sinn nicht nachhaltig ist. Phasen mit exponentiellem (materiellem) Wachstum, wie sie seit Beginn der Industrialisierung auftreten, sind grundsätzlich nur temporär möglich, da die Welt physische Grenzen besitzt; ein permanentes Wachstum ist deshalb physikalisch unmöglich. Das fossilenergetische Wirtschaftssystem befindet sich deshalb aktuell in einer „Pioniersituation“ des relativen Energieüberflusses, die nach Ablauf dieser Ausnahmesituation wiederum von der Energieknappheit abgelöst wird. Auf diese aus historischer Sicht kurze Ausnahmesituation weist auch der englische Wirtschaftshistoriker Edward Anthony Wrigley hin, der in der fortgesetzten Abhängigkeit von fossilen Energieträgern vor dem Hintergrund der Endlichkeit der fossilen Energieträgern sowie der durch ihre Verbrennung mitausgelösten globalen Erwärmung einen „Weg in die Katastrophe“ sieht.

### Bürgerrechte
Erdölförderung, auch für den deutschen Markt, findet in Staaten ohne sichere Grundrechte für die Bevölkerung statt. Nennenswert sind Libyen, Nigeria, Saudi-Arabien, der Irak und auch noch immer Russland.

### Ökonomische Bewertung

#### Importabhängigkeit
Der Ausbau der erneuerbaren Energien wird überdies mit einer reduzierten Importabhängigkeit und damit einer erhöhten Versorgungssicherheit begründet, mit denen auch eine Erhöhung der inländischen Wertschöpfung einhergeht. Auch politische Abhängigkeiten von instabilen Regionen (z. B. dem Mittleren Osten) oder einzelnen Konzernen bzw. Kartellen mit großer Machtfülle (Gazprom, OPEC), sollen durch höhere Energieautonomie mittels erneuerbarer Energien und der damit einhergehenden Diversifizierung der Ressourcenbasis verringert werden. Gemäß World Trade Organisation (WTO) bezifferte sich im Jahr 2014 der Import von Brennstoffen auf weltweit 3.150 Milliarden US-Dollar. Dies schlägt sich insbesondere in den Handelsbilanzen von Schwellen- und Entwicklungsländern nieder. So verwendete Indien 2014 circa ein Viertel seiner Importausgaben für fossile Brennstoffe. Bei Pakistan belief sich der Anteil auf 30 Prozent, bei China auf 14 Prozent, bei Deutschland auf 9 Prozent.

#### Wirtschaftswachstum und Wertschöpfung
Eine Studie der Vereinten Nationen unter Leitung von Caio Koch-Weser, ehem. Vizepräsident der Weltbank gelangte 2014 zu dem Ergebnis, dass der schnelle Ausbau der erneuerbaren Energien und andere Klimaschutzmaßnahmen wirtschaftlich sinnvoll sind und das Wirtschaftswachstum beleben.
Für Deutschland belegte das Deutsche Institut für Wirtschaftsforschung (DIW), dass der Ausbau der erneuerbaren Energien netto zu einem kräftigeren Wirtschaftswachstum und einem anziehenden Konsum führt. Demnach werde das Bruttoinlandsprodukt im Jahr 2030 um rund 3 % über dem Niveau liegen, das ohne einen Ausbau erneuerbarer Energien erreicht würde. Der private Konsum solle um 3,5 %, die privaten Anlageinvestitionen gar um 6,7 % über dem Niveau liegen, das sich ergeben würde, wenn kein Ausbau erneuerbarer Energien stattfände. Diesen Berechnungen liegt jedoch die Annahme zugrunde, dass es durch den Umstieg auf erneuerbare Energien zu keiner Verschlechterung der internationalen Wettbewerbsfähigkeit durch steigende Energiepreise kommt. In einem weiteren Szenario, in dem eine beeinträchtigte internationale Wettbewerbsfähigkeit angenommen wurde, liegt das BIP im Jahr 2030 um 1,0 % über dem Nullszenario, wobei die Studie über das angenommene Ausmaß der Wettbewerbsbeeinträchtigung, unter der es zu diesem Ergebnis kommt, keine Auskunft gibt. Das DIW hat die volkswirtschaftliche Nettobilanz mit einem Modell untersucht, das auch die gesamtwirtschaftlichen Wechselwirkungen und die internationalen Verflechtungen abbildet. Berechnungsbasis der angenommenen Ausbauzahlen war das Leitszenario 2009 des Bundesumweltministeriums, das einen Anteil der erneuerbaren Energien am deutschen Endenergieverbrauch von 32 % im Jahr 2030 prognostiziert.

#### Arbeitsmarkt
Weltweit waren im Jahr 2022 rund 13,7 Millionen Menschen direkt und indirekt in der Branche der erneuerbaren Energien beschäftigt (etwa eine Million mehr als 2021 mit circa 12,7 Millionen). Wichtigste Branche war die Photovoltaik-Industrie mit 4,9 Mio. Arbeitsplätzen. 2018 wurden fast 11 Millionen direkte und indirekte Arbeitsplätze den erneuerbaren Energien zugeordnet. Jeder dritte davon in der Photovoltaikindustrie, gefolgt von Biokraftstoffen und der Wasserkraft. Etwa 40 % waren es in China, jeweils 12 % in Europa und Brasilien, gefolgt von den USA und Indien. Bei Umsetzung von Klimaschutzplänen, die sich am 1,5-Grad-Ziel orientiert, könnten gemäß IRENA bis 2030 38,2 Millionen Arbeitsplätze in der Branche der erneuerbaren Energien entstehen, zudem 74,2 Millionen weitere Arbeitsplätze, die andere damit zusammenhängende Energiewende-Technologien bauen und installieren, z. B. Effizienztechnologien, Netze und Energiespeicher.

### Demokratisierung der Energieversorgung
Der Umstieg auf erneuerbare Energien soll zudem auch die Demokratisierung der Energieversorgung fördern. Eine Möglichkeit, die gesellschaftliche Partizipation an der Energieversorgung zu erhöhen, ist die Gründung von Bürgerenergiegenossenschaften, wie in einigen Staaten weltweit der Fall. In den letzten Jahren wurden in einer Reihe von Staaten Bürgerenergiegenossenschaften gegründet, besonders in Kanada, den USA, im Vereinigten Königreich, Dänemark und Deutschland. Typischerweise folgen Bürgerenergiegenossenschaften weltweit den sieben Grundsätzen, die 1995 von der International Cooperative Alliance verabschiedet wurden: Freiwillige und offene Mitgliedschaft, demokratische Mitgliederkontrolle, ökonomische Partizipation der Mitglieder, Autonomie und Unabhängigkeit, Ausbildung, Fortbildung und Information, Kooperation mit anderen Genossenschaften und Vorsorge für die Gemeinschaft.

### Beitrag zur Friedenssicherung
Das Wuppertal Institut für Klima, Umwelt, Energie und Adelphi Consult gehen in einer Studie im Auftrag des Bundesministerium für Umwelt, Naturschutz, Bau und Reaktorsicherheit (BMUB) aus dem Jahr 2007 davon aus, dass die erneuerbaren Energien die Entwicklung zum Frieden unterstützen. Diese Auffassung vertritt auch das Bundesministerium für wirtschaftliche Zusammenarbeit und Entwicklung (BMZ).

## Wirtschaftlichkeit und Kosten

### Wirtschaftlichkeit
Für die Wirtschaftlichkeit der einzelnen Energiewandlungstechniken sind im Allgemeinen die Erzeugungskosten und die Erlöse für den erzeugten Strom in Bezug zu setzen. Bei einer Stromerzeugung im Rahmen des Erneuerbare-Energien-Gesetzes sind jedoch nur die Stromgestehungskosten relevant, da auf der Erlösseite die Fixvergütung des Erneuerbaren-Energien-Gesetzes steht.

#### Stromgestehungskosten und Wettbewerbsfähigkeit
Die Stromgestehungskosten ergeben sich dabei aus den bei der Errichtung anfallenden Investitions- und Finanzierungskosten sowie den Betriebskosten inklusive Wartungs- und ggf. Brennstoffkosten. Nicht bei der Berechnung der Stromgestehungskosten berücksichtigt werden externe Kosten (s. u.), da es sich bei der Ermittlung von Energiegestehungskosten um betriebswirtschaftliche, nicht um volkswirtschaftliche Kosten handelt.
Während die externen Kosten konventioneller Kraftwerke vergleichsweise hoch sind, zeichnen sich erneuerbare Energien durch niedrige externe Kosten aus. Mit Ausnahme der Biomassenutzung weisen die meisten erneuerbaren Energien eher hohe Investitionskosten und niedrige Betriebskosten auf.
Erneuerbare Energien waren lange Zeit deutlich teurer als konventionelle Energien. Die Photovoltaik war dabei lange die teuerste Form der Stromerzeugung mittels erneuerbaren Energien. Dies ist mittlerweile durch die starken Kostensenkungen der Anlagenkomponenten überholt. Inzwischen liefern erneuerbare Energien Strom oft zu niedrigeren Kosten als konventionelle Kraftwerke. So hielt der Weltklimarat IPCC in seinem 2022 erschienenen Sechsten Sachstandsbericht fest, dass die Stromerzeugung mit Windkraft- und Photovoltaikanlagen inzwischen in vielen Regionen der Erde günstiger ist als die Stromerzeugung mit fossilen Energieträgern. Alleine zwischen 2015 und 2020 fielen die Kosten für Windstrom- und Solarstromerzeugung um 45 bzw. 56 %. Die Kosten für Batterien zur Speicherung fielen im gleichen Zeitraum sogar um 64 %. Es wird erwartet, dass die Kosten der meisten erneuerbaren Energien mit Ausnahme von Biogas weiter sinken werden und dass fossile und atomare Energiegewinnung tendenziell immer teurer wird. Gerade Windkraftanlagen an Land kommt daher eine wichtige Rolle zur Dämpfung des Strompreisanstiegs zu.
Eine weltweit viel zitierte Quelle für die LCOE unterschiedlicher Energietechnologien ist der Investoren-orientierte Bericht des Finanzberatungsunternehmens Lazard. Wie der Bericht zeigt, sind die Kosten für die industrielle Stromerzeugung aus erneuerbaren Energien in der Vergangenheit erheblich gesunken. Ermöglicht wurde diese Entwicklung durch technologische Innovationen, die den Wirkungsgrad verbessert haben, reduzierten Materialverbrauch, effizientere Produktionsprozesse und die automatisierte Massenproduktion von Komponenten.
Abhängig von der Art der erneuerbaren Energie verläuft die Kostensenkung unterschiedlich. So sind die Stromgestehungskosten für Photovoltaik auf der Freifläche im Zeitraum 2009 bis 2023 von durchschnittlich 359 $/MWh auf 60 $/MWh gesunken, für Windenergie onshore von durchschnittlich 135 $/MWh auf 60 $/MWh. Allerdings zeigt die jüngste Entwicklung, dass auch ein Anstieg der Kosten für erneuerbare Energien möglich ist bzw. bereits eingetreten ist. Grund dafür sind vor allem steigende Kosten für Rohstoffe und Transport.
Für Deutschland veröffentlichte das Fraunhofer-Institut für Solare Energiesysteme zuletzt im 2021 eine Studie zu den aktuellen Stromgestehungskosten von regenerativen und konventionellen Kraftwerken in Deutschland. Der Berechnung zufolge belaufen sich die Stromgestehungskosten von Photovoltaik-Kleinanlagen (< 30 kWp) in Süddeutschland auf 5,81 bis 8,04 ct/kWh, in Norddeutschland auf 7,96 bis 11,01 ct/kWh (Stand 2021). Für größere PV-Dachanlagen (> 30 kWp) liegen die Stromgestehungskosten in Süddeutschland zwischen 4,63 und 7,14 ct/kWh, in Norddeutschland zwischen 6,34 und 9,78 ct/kWh. Große Freiflächenanlagen (> 1 MWp) kommen auf Werte zwischen 3,12 und 4,16 ct/kWh in Süddeutschland und 4,27 bis 5,70 ct/kWh in Norddeutschland.
| Energieträger                   | Stromgestehungskosten in ct/kWh, Stand 2021 |
| ------------------------------- | ------------------------------------------- |
| Braunkohle                      | 10,38–15,34                                 |
| Steinkohle                      | 11,03–20,04                                 |
| Erdgas-GuD                      | 7,79–13,06                                  |
| Erdgas-Gasturbinenkraftwerk     | 11,46–28,96                                 |
| Wind/Onshore                    | 3,94–8,29                                   |
| Wind/Offshore                   | 7,23–12,13                                  |
| Biogas (mit Wärmeauskopplung)   | 8,45-17,26                                  |
| Biomasse (mit Wärmeauskopplung) | 7,22-15,32                                  |
| Photovoltaik-Kleinanlage Dach   | 5,81–11,01                                  |
| Photovoltaik-Großanlage Dach    | 4,63–9,78                                   |
| Photovoltaik-Freiflächenanlage  | 3,12–5,70                                   |

Berechnet wurden auch die Stromgestehungskosten für PV-Batteriesysteme. Diese beziehen sich auf die gesamte von der PV-Anlage produzierte Energiemenge abzüglich der Speicherverluste. Die Stromgestehungskosten für PV-Batterie-Kleinanlagen liegen der Berechnung zufolge zwischen 8,33 und 19,72 ct/kWh. Für größere PV-Dachanlagen mit Batteriespeicher wurden Stromgestehungskosten von 6,58 bis 14,40 ct/kWh, für PV-Freiflächenanlagen mit Batteriespeicher Stromgestehungskosten von 5,24 bis 9,92 ct/kWh berechnet.
Die Stromgestehungskosten von Windkraftanlagen an Land hängen in hohem Maße von den Standortbedingungen ab. Küstennahe Starkwindstandorte (mittlere Windgeschwindigkeit über 7,8 m/s) kommen auf 3200 Volllaststunden im Jahr, an weniger günstigen Standorten im Binnenland werden dagegen oft nicht mehr als 1800 Volllaststunden erreicht. Windkraftanlagen an küstennahen Starkwindstandorten kommen auf Stromgestehungskosten zwischen 3,94 und 5,01 ct/kWh, für Standorte mit einem schwächeren Windangebot ergeben sich Stromgestehungskosten zwischen 6,38 und 8,29 ct/kWh.
Für Offshore-Windkraftanlagen zeigt die Analyse durchweg höhere Stromgestehungskosten als für Onshore-WKA. Offshore-WKA an sehr guten Standorten (4500 Volllaststunden) kommen auf Stromgestehungskosten von 7,23 bis 8,85 ct/kWh (Stand 2021). Diese häufig küstenfernen Standorte unterliegen jedoch dem Nachteil einer aufwändigen und teuren Netzanbindung  sowie der Notwendigkeit der Überbrückung der größeren Meerestiefe. Für Standorte mit einer geringeren Volllaststundenanzahl (3200 Stunden) sind Stromgestehungskosten höher und liegen zwischen 9,84 und 12,13 ct/kWh.
Die Stromgestehungskosten von Biomasse- bzw. Biogasanlagen hängen stark von der realisierten Volllaststundenzahl ab. Die Berechnung liefert niedrigere Werte, wenn die Wärmeauskopplung mit einbezogen wird. Bei Berücksichtigung der Wärmeauskopplung wurden für Biogasanlagen Stromgestehungskosten von 8,45 bis 17,26 ct/kWh berechnet, ohne Wärmeauskopplung Stromgestehungskosten von 13,43 bis 22,24 ct/kWh. Für Anlagen mit Verwendung fester Biomasse ergeben bei Berücksichtigung der Wärmeauskopplung Stromgestehungskosten zwischen 7,22 und 15,32 ct/kWh, ohne Wärmeauskopplung liegen sie zwischen 11,15 und 19,26 ct/kWh.

### Marktwert des Stroms
Niedrige Stromgestehungskosten für erneuerbare Energien bedeuten nicht, dass die Stromversorgung insgesamt zu diesen Kosten bereitgestellt werden kann, wenn nur die erneuerbare Erzeugung entsprechend ausgebaut wird. Sie berücksichtigen nur Kosten pro erzeugte kWh und nicht zu welchem Zeitpunkt der Strom erzeugt wird, obwohl Bedarf, Knappheit, damit der Strompreis und damit der Wert des Stroms in jeder Viertelstunde unterschiedlich sind.
Im Stromnetz muss zu jedem Zeitpunkt die Erzeugung dem Verbrauch entsprechen, da das Netz elektrische Energie nicht speichert. Es ist nicht möglich, allein mit erneuerbaren Energien die Stromlast abzubilden.  Derzeit wird die Residuallast durch konventionelle Kraftwerke bereitgestellt. Soll dies künftig nicht mehr der Fall sein, sind Speichertechnologien erforderlich. Die Investitions- und Betriebskosten der Speicher werden sich dann ebenfalls in den Kosten der Stromerzeugung insgesamt wiederfinden müssen.
Strom hat in jeder Viertelstunde einen unterschiedlichen Preis (siehe Stromhandel). Der Wert des erzeugten Stroms variiert somit abhängig vom Einspeiseprofil der Anlage. Die Einspeiseprofile von Wind- und Solaranlagen erzielen durch ihre hohe Gleichzeitigkeit (eine Windanlage speist ein, wenn alle Windanlagen einspeisen) seit mehreren Jahren am Markt Erlöse, die unter dem durchschnittlichen Börsenpreis liegen. Wegen ihrer Bedeutung für die Vergütung nach dem Erneuerbaren-Energien-Gesetz werden diese Marktwerte monatlich veröffentlicht. Die Einspeisung eines durchgehend Band-fahrenden konventionellen Kraftwerks erzielt den mittleren Börsenpreis und somit einen höheren Marktwert. Dies gilt erst recht für die Einspeisung eines flexiblen Kraftwerks, das in der Lage ist, genau zu den Zeiten Strom zu liefern, wo die erneuerbare Erzeugung ausfällt.
Einer vielzitierten Studie zufolge belaufen sich die Integrationskosten für Windstrom bei einem Strommarktanteil von 30-40 Prozent in einem Stromversorgungssystem mit thermischen Back-Up auf 25-35 €/MWh. Windstrom (onshore und offshore) erreichte in Deutschland im Jahr 2023 einen Anteil von 32 Prozent. Für Solarenergie kommt eine Studie zu ähnlichen Ergebnissen. Demnach erzielt bei einem Erzeugungsanteil von 15 Prozent eine MWh Solarstrom nur noch etwa 60 % des Preises, den eine MWh aus einer regelbaren Stromquelle erzielt. In dieser Schätzung ist die langfristige Anpassung des thermischen Kapazitätsmixes bereits berücksichtigt. Solarstrom kam in Deutschland im Jahr 2023 auf einen Anteil von 12 Prozent (bei den Kapazitäten stellt die Photovoltaik mit rund 80 GW rund ein Drittel der installierten Gesamtleistung aller Stromerzeuger in Deutschland).
Auch die Netzparität, bei der die Stromgestehungskosten mit dem Endkundenpreis verglichen werden, ist ein untauglicher Maßstab für eine volkswirtschaftliche Bewertung, da die Netzkosten insgesamt sich durch die Einspeisung dezentraler Erzeugung nicht verringern, sondern in der Regel deutlich erhöhen.

### Vermeidung externer Kosten
| Energieträger | ct/kWh |
| ------------- | ------ |
| Braunkohle    | 20,81  |
| Steinkohle    | 18,79  |
| Erdgas        | 8,59   |
| Erdöl         | 20,06  |
| Wasserkraft   | 0,30   |
| Windenergie   | 0,28   |
| Photovoltaik  | 1,64   |
| Biomasse      | 7,71   |

Bei externen Kosten handelt es sich um Beeinträchtigungen, „die durch ein Vorhaben einem Dritten, häufig der Allgemeinheit, zugefügt werden, ohne dass der Betroffene entschädigt wird.“ In die Volkswirtschaftslehre eingeführt wurde dieser Begriff vor rund 100 Jahren von Arthur Cecil Pigou. Im Energiebereich wurden erste umfassende Untersuchungen um 1990 durch Olav Hohmeyer vorgenommen; seit diesem Zeitpunkt ist die Berücksichtigung externer Kosten bei der Energiewandlung Kernbestandteil umwelt- und energiepolitischer Betrachtungen. Probleme verursacht hingegen noch ihre genaue Quantifizierung.
Aus theoretisch-volkswirtschaftlicher Sicht sind bei einer Bewertung unterschiedlicher Techniken alle Kosten und Nutzen zu berücksichtigen, die der Gesellschaft aus der Nutzung entstehen. Auch bei der Energiegewinnung entstehen neben den direkten Erzeugungskosten externe Kosten, also Kosten, die nicht über den Energiepreis abgewickelt werden, sondern vom Steuerzahler oder anderen Teilen der Gesellschaft übernommen werden müssen. Hierzu zählen beispielsweise die durch Schadstoff- und Kohlenstoffdioxidausstoß verursachten oder die sich aus den Risiken der Kernenergienutzung ergebende Kosten. Im Energiesektor werden externe Kosten hauptsächlich durch Umwelt-, Gesundheits- und Klimaschäden verursacht. Grundsätzlich gilt, dass die Kosten der konventionellen Energieversorgung nicht die tatsächlich bei dieser Form der Energienutzung verursachten externen Kosten widerspiegeln. Zwar treten auch bei der Nutzung von erneuerbaren Energien externe Kosten auf, diese sind jedoch deutlich geringer als bei der Nutzung konventioneller Energieträger. Dadurch wird der wirtschaftliche Wettbewerb zwischen erneuerbaren Energien und herkömmlichen Energieträgern zu Lasten der regenerativen Energien verzerrt.
Soll, wie mit der Liberalisierung angestrebt, der Markt die volkswirtschaftlich effizienteste Produktionsweise finden, so müssen deshalb zwingend alle wettbewerbsverzerrenden Faktoren vermieden und eine Kostenwahrheit durch Internalisierung aller externen Faktoren hergestellt werden. Geschieht dies nicht, können die Effizienzvorteile eines liberalisierten Marktes durch negative Effekte auf die Umwelt zunichtegemacht werden. Möglichkeiten zur Herstellung dieser Kostenwahrheit sind Lenkungsabgaben wie z. B. eine CO2-Steuer oder ein funktionierender Emissionshandel. Einem völlig freien Energiemarkt sind durch diese notwendigen Mechanismen Grenzen gesetzt. Bisher (April 2014) ist eine Internalisierung dieser externen Effekte nur zu einem kleinen Teil erfolgt, eine vollständige Internalisierung ist nicht absehbar. Da es sich um ein Marktversagen handelt, sind für eine Internalisierung üblicherweise staatliche Eingriffe notwendig, wobei sowohl marktwirtschaftliche als auch ordnungsrechtliche Maßnahmen in Frage kommen.
Laut Ecofys-Studie im Auftrag von EU-Energiekommissar Günther Oettinger belaufen sich die externen Kosten der Energieversorgung in der EU auf 150 bis 310 Mrd. Euro im Jahr 2012, darunter Deutschland mit 42 Mrd. Euro, was maßgeblich (zu 45 %) auf die hohe Kohleverstromung zurückzuführen ist. Kohle weist externe Folgekosten von 140 Euro je Megawattstunde auf, Erdgas 60 Euro, Solarenergie 20 Euro, Biomasse 25 Euro, Windkraft nahe null.
Im Jahr 2011 vermieden die erneuerbaren Energien in den Sektoren Strom, Kraftstoffe und Wärme externe Kosten in Höhe von etwa 8,9 Mrd. Euro, zudem wurden Brennstoffimporte von 2,9 Mrd. Euro vermieden. Mit rund 8 Mrd. Euro fand im Strombereich die größte Vermeidung von externen Kosten statt.

### Preissenkender Effekt an der Strombörse
Die Preisbildung an der Strombörse orientiert sich nicht an den Stromgestehungskosten, sondern an den Grenzkosten der anbietenden Kraftwerke, d. h. an den jeweiligen variablen Kosten. Als Grenzkosten werden die zusätzlichen Kosten bezeichnet, die durch eine Erhöhung der Produktion entstehen. Sie ergeben sich zum größten Teil aus den Brennstoffkosten eines Kraftwerks sowie aus den Kosten für Emissionsrechte. Hinzu kommen An- und Abfahrkosten. Der Begriff der Grenzkosten kommt aus der Betriebswirtschaftslehre und spielt im Zusammenhang mit der als Merit-Order (englisch für Reihenfolge der Leistung / des Verdienstes) bezeichneten Einsatzreihenfolge der Kraftwerke zur Stromerzeugung eine wesentliche Rolle.
Nach dem Merit-Order-Modell werden die zur Verfügung stehenden Kraftwerke nach der Höhe ihrer Grenzkosten geordnet. Das Kraftwerk mit den höchsten Grenzkosten, dass zur Lastdeckung noch benötigt wird, bestimmt den Preis. Stromüberangebot am Spotmarkt kann zu negativen Börsenpreisen führen, siehe dazu die genaue Preisbildung der EPEX SPOT Dayahead Auktion.
Da bei der Gewinnung von erneuerbaren Energien keine Brennstoffkosten anfallen und die Wartungskosten bei einer „zusätzlichen“ Nutzung der Energieerzeugungsanlage kaum ansteigen, tendieren die Grenzkosten der erneuerbaren Energien gegen Null. Lediglich die Verbrennung oder Vergasung von Biomasse bzw. Speichergas verursacht Brennstoffkosten.
Der Strompreis an der Strombörse war bis zum Jahr 2008 kontinuierlich gestiegen und erreichte im Jahr 2008 das Maximum von 8,279 Cent/kWh. Unter anderem durch das vermehrte Auftreten der erneuerbaren Energien fiel der Strompreis zunächst deutlich. Im Jahr 2022 führte jedoch der extreme Anstieg der Gaspreise über den Merit-Order-Effekt wieder zu einem extremen Anstieg der Strompreise. Die Entspannung auf dem Gasmarkt ließ die extremen Preisausschläge wieder zurückgehen. Das aktuelle Strompreisniveau (2024) an der Börse ist jedoch mit monatlichen Durchschnitts-Spotpreisen zwischen 6,1 und 10,1 ct/kWh und Terminpreisen für die Folgejahre von über 8 ct/kWh unverändert hoch.

## Weltweiter Ausbau der erneuerbaren Energien
| Bereich [Einheit]           | 2003 | 2013  | 2017 | 2018 | 2019 | 2020 |
| --------------------------- | ---- | ----- | ---- | ---- | ---- | ---- |
| Stromsektor [GW]            |      |       |      |      |      |      |
| Wasserkraft                 | 715  | 1.000 | 1114 | 1135 | 1150 | 1170 |
| EEs gesamt ohne Wasserkraft | 85   | 560   | 1081 | 1252 | 1437 | 1668 |
| Photovoltaik                | 2,6  | 139   | 402  | 512  | 627  | 760  |
| Windenergie                 | 48   | 318   | 539  | 591  | 651  | 743  |
| Bioenergie                  | <36  | 88    | 122  | 131  | 139  | 145  |
| Geothermiekraftwerke        | 8,9  | 12    | 12,8 | 13,2 | 13,9 | 14,1 |
| Solarthermiekraftwerke      | 0,4  | 3,4   | 4,9  | 5,6  | 6,2  | 6,2  |
| Wärmesektor [GWth]          |      |       |      |      |      |      |
| Solarthermie (Warmwasser)   | 98   | 326   | 472  | 495  | 504  |      |
| Verkehrssektor [Mio. m³/a]  |      |       |      |      |      |      |
| Bioethanol                  | 28,5 | 87,2  | 106  | 111  | 114  | 105  |
| Biodiesel                   | 2,4  | 26,3  | 31   | 47   | 53,5 | 46,5 |

In vielen Ländern findet derzeit ein starker Ausbau der erneuerbaren Energien statt. Neben den klassischen Bereichen Wasserkraft und Bioenergie betrifft dies insbesondere die im 20. Jahrhundert noch unbedeutenden Bereiche Windenergie und Sonnenenergie.
In der internationalen Berichterstattung über Rolle und Potenzial der erneuerbaren Energien haben die beiden Institutionen IEA und IRENA eine herausgehobene Stellung inne. Während die Gründung der IEA im Jahr 1973 eine Reaktion auf die Ölkrise war, fand die Gründungskonferenz der IRENA erst Anfang 2009 in Bonn statt, wobei jedoch ihre Geschichte bereits mit dem 1980 erschienenen Brandt-Bericht beginnt. Neben diesen Publikationen veröffentlicht das Regierungsforum REN21 regelmäßig Statusberichte zum weltweiten Ausbau der erneuerbaren Energien. Der jährlich erscheinende „Global Status Report“ gilt als Standardwerk der Erneuerbare-Energien-Branche.
Neue Investitionen in erneuerbare Energien weltweit (jährlich) in Milliarden US-Dollar

### 2010–2015

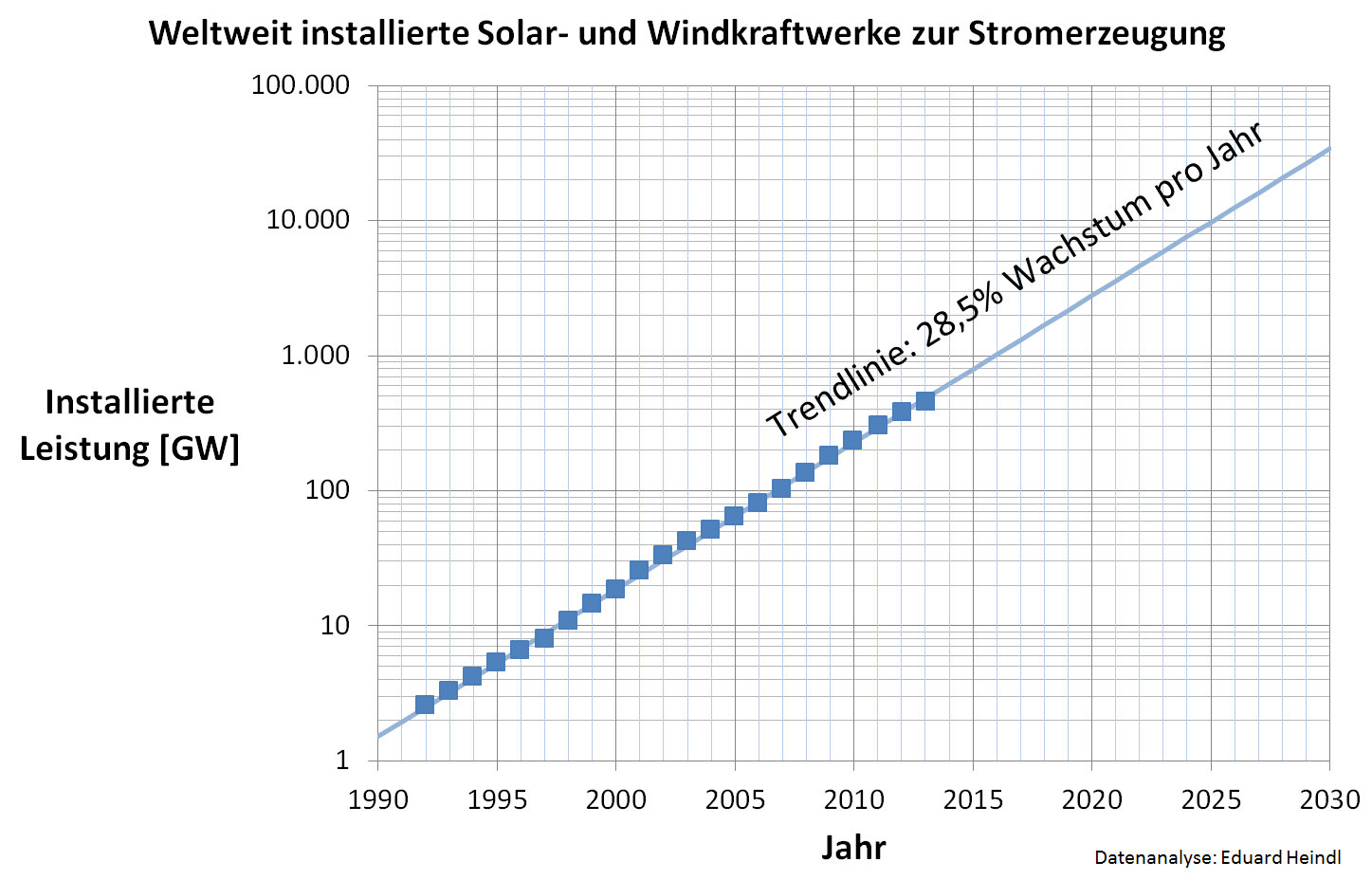
Weltweit installierte Leistung von Solar- und Windenergie

Der Anteil der erneuerbaren Energien am globalen Endenergiebedarf lag zwischen 2010 und 2015 bei ca. 16 %. Davon entfiel mit > 8 % knapp die Hälfte auf die traditionelle Biomassenutzung, während moderne erneuerbare Energien bis zu 10 % lieferten. Der Rest der Endenergie wurde von fossilen Energieträgern und der Kernenergie gedeckt.
Die weltweiten staatlichen Subventionen für erneuerbare Energie betrugen im Jahr 2012 rund 100 Mrd. Dollar. Zum Vergleich: Im selben Zeitraum wurden fossile Energieträger direkt mit 544 Mrd. Dollar und indirekt mit der Nichtbepreisung entstehender Umwelt- und Gesundheitsschäden gefördert, so die Internationale Energieagentur (IEA).
Top-10-Investoren weltweit in erneuerbare Energien im Jahr 2012:
Im Stromsektor wird der Anteil der erneuerbaren Energien weltweit im Jahr 2013 auf 22,1 % geschätzt, während 77,9 % der elektrischen Energie durch fossile Energien sowie durch die Kernenergie produziert wurden. Wichtigste regenerative Energiequelle war demnach die Wasserkraft, die 16,4 % des weltweiten Strombedarfs deckte. Die Windenergie lieferte 2,9 % des Stroms, Biomasse 1,8 % und die Photovoltaik 0,7 %, sonstige Erneuerbare erreichten 0,4 %. In absoluten Zahlen lag die regenerative Stromerzeugung bei ca. 5.070 TWh.
Auch im Jahr 2013 beschränkte sich der Zubau an regenerativer Kraftwerkskapazität vorwiegend auf Wasserkraft, Windenergie und Photovoltaik. Ein Drittel des Zubaus ging auf die Wasserkraft zurück (40 GW), ein weiteres Drittel auf Photovoltaik (39 GW), die damit zum ersten Mal einen höheren Kapazitätszuwachs verzeichnete als die Windkraft (35 GW). Die Länder mit der höchsten installierten Leistung von Stromerzeugungsanlagen sind China, die Vereinigten Staaten, Brasilien, Kanada und Deutschland. Zum ersten Mal überstieg 2013 in China die neu installierte Leistung von Erneuerbare-Energien-Anlagen die von Kernkraftwerken und fossilen Kraftwerken. In der EU überstieg 2013 die neu installierte Leistung der Erneuerbaren erneut die von konventionellen Kraftwerken.
Die Stromgestehungskosten der erneuerbaren Energien wie Onshore-Windkraft und insbesondere der Photovoltaik sind in den letzten beiden Dekaden stark gefallen (siehe unten). Seit 2009 sind die Kosten von Windkraft um etwa ein Drittel und für Photovoltaik um 80 % gesunken. Mittlerweile können in verschiedenen Staaten unter günstigen Bedingungen Windkraftanlagen und Solarprojekte ohne finanzielle Beihilfen realisiert werden. Dadurch stieg die Zahl von Investitionen in erneuerbare Energien deutlich an. Die Preise für erneuerbare Energien sind in den vergangenen Jahren schneller und stärker gefallen als erwartet, insbesondere für Photovoltaik. 56 Prozent der neuen Kapazitäten zur weltweiten Stromerzeugung 2013 waren erneuerbare Energien. Die Investitionen stammten dabei etwa zur Hälfte aus Schwellen- und Entwicklungsländern. China hat 2014 erstmals mehr Kapazitäten im Erneuerbare-Energien-Sektor neu errichtet als im Kohlesektor. In Indien haben sich die Windkraft-Kapazitäten in den vergangenen zehn Jahren verzehnfacht, angetrieben von stark gesunkenen Kosten.
Nach dem Global Status Report verfügten Anfang 2014 mindestens 138 Staaten über politische Ziele zum Ausbau der erneuerbaren Energien oder ähnliche Regelungen, davon waren 95 Schwellen- oder Entwicklungsländer. 2005 waren es 55 Staaten. Während Windenergie derzeit in mindestens 83 Staaten der Erde zum Einsatz kommt, sind Photovoltaikanlagen in über 100 Staaten installiert. Bestimmte erneuerbare Energien sind in manchen Regionen bereits seit spätestens 2012 wettbewerbsfähig und können dort günstiger Strom produzieren als fossile Anlagen.
Die Investitionen in erneuerbare Energien steigen seit Jahren mit zunehmender Geschwindigkeit. Im Jahr 2015 wurden weltweit 329,3 Milliarden US-Dollar in erneuerbare Energien investiert. Damit stiegen die Investitionen, trotz gesunkener Öl- und Gaspreise sowie ebenfalls gesunkener Kosten für erneuerbare Energien, gegenüber dem Vorjahr um 4 % an. Zudem wurde 30 Prozent mehr Wind- und Solarleistung installiert als 2014. 65 % aller global getätigten Investitionen in der Energiewirtschaft gingen in erneuerbare Energien. Nur in Europa sind die Investitionen zuletzt 2015 wieder eingebrochen. Die weltweiten Neuinvestitionen in erneuerbare Energien übertrafen bereits im Jahr 2014 die Investitionen im konventionellen Sektor. Allein im Strombereich wurde im vergangenen Jahr doppelt so viel in Solar-, Wind- und Wasserkraft investiert (etwa 265 Milliarden US-Dollar) wie in neue Kohle- und Gaskraftwerke zusammen (etwa 130 Milliarden US-Dollar). Zugleich trugen sie mit 7,7 Millionen Arbeitsplätzen mehr zur weltweiten Beschäftigung bei als konventionelle Energien. Deutschland lag bei den Investitionen auf Rang 5 (2014). China und Japan investierten überwiegend in Solaranlagen, Europa in Offshore-Windparks. Im Jahr 2013 wurden im Energiesektor insgesamt weltweit 1,6 Billionen Dollar investiert, hiervon mehr als 1 Billion für fossile Energieträger und Kraftwerke und 250 Mrd. für erneuerbare Energien. Im gesamten Zeitraum 2000–2013 entfielen weltweit etwa 57 % der Investitionen im Sektor der erneuerbaren Energien getätigt, während 40 % auf fossile Kraftwerke und 3 % auf Kernkraftwerke entfielen. Nach Angaben des Allianz Climate & Energy Monitor 2016 benötigen die G20-Länder Investitionen in Höhe von rund 710 Milliarden US-Dollar jährlich bis 2035, um die UN-Klimaziele von Paris zu halten. Die für Investoren attraktivsten Länder sind Deutschland, Großbritannien, Frankreich und China.
Etwa 147 Gigawatt (GW) aus erneuerbaren Energien wurden im Jahr 2015 neu installiert – der bis dahin größte Anstieg innerhalb eines Jahres – und decken insgesamt 19 Prozent des Weltenergiebedarfs. Der größte Zuwachs an Kapazität wurde bei Windenergie (63 GW), Photovoltaik (50 GW) und Wasserkraft (28 GW) verzeichnet.

### Prognosen
Im Rückblick betrachtet wurden durch die in den letzten Jahrzehnten gemachten Prognosen und Szenarien die Potentiale der erneuerbaren Energien systematisch unterschätzt, oft sogar sehr stark. Neben Kritikern der Energiewende unterschätzten jedoch häufig auch Befürworter das Wachstum der erneuerbaren Energien.
Die Prognosen der Europäischen Union (EU) und der Internationalen Energieagentur (IEA) weichen dabei besonders stark von der tatsächlichen Entwicklung ab. So wurden die in der 1994 vorgelegten „Primes“-Studie der EU für 2020 angenommenen Werte bereits 2008 deutlich überschritten. Die IEA erwartete in ihrem World Energy Outlook 2002 für 2020 einen Anstieg der Kapazitäten zur Windenergieproduktion auf 100 GW. Dieser Wert wurde 2008, wenige Jahre nach der Veröffentlichung der Prognose, von der tatsächlichen installierten Leistung um mehr als 20 % übertroffen und lag Ende 2014 bereits bei 369 GW. Eine 2015 publizierte Studie der Energy Watch Group und der Lappeenranta University of Technology urteilte, dass die IEA zwischen 1994 und 2014 regelmäßig das Wachstum von Photovoltaik und Windenergie unterschätzt hat. Die von der IEA im Jahr 2010 gegebenen Projektionen für Photovoltaik für das Jahr 2024 wurden demnach bereits im Januar 2015 erreicht (180 GW), was die IEA-Prognose für 2015 um den Faktor 3 übersteigt. Ähnlich habe die IEA die Bedeutung von Kohle, Öl und Atomkraft regelmäßig überschätzt. So gehe die IEA trotz eines Rückgangs der Atomkraft unverändert von einem jährlichen Wachstum von ca. 10 GW im kommenden Jahrzehnt aus.
Global erwartet die Internationale Organisation für erneuerbare Energien (IRENA) eine Verdoppelung des Erneuerbare-Energien-Anteils bis 2030.
Die Studie Energy [r]evolution von Greenpeace International, dem Global Wind Energy Council (GWEC) und SolarPower Europe, die zusammen mit dem Deutschen Zentrum für Luft- und Raumfahrt (DLR) erarbeitet wurde, geht davon aus, dass es technisch möglich und finanziell attraktiv ist sowie Millionen neuer Arbeitsplätze schaffen kann, die globale Energieversorgung bis 2050 vollständig auf Erneuerbare umzustellen. Die im April 2019 veröffentlichte Modellierungsstudie der Energy Watch Group und der Gruppe um Christian Breyer an der Technischen Universität Lappeenranta skizziert ein 1,5-Grad-Szenario mit einem kostengünstigen, sektorenübergreifenden und auf hoher Technologievielfalt beruhenden globalen 100-Prozent-erneuerbare-Energien-System, welches ohne negative CO2-Emissionstechnologien auskommt. Dabei werden die Bereiche Strom, Wärme, Verkehr und Meerwasserentsalzung bis 2050 betrachtet. Eine 2022 veröffentlichte systematische Übersichtsarbeit Breyers und anderer bekräftigt die Machbarkeit und Wirtschaftlichkeit einer vollständig durch erneuerbare Energien versorgten Welt im Rahmen des 1,5-Grad-Ziels. Die zusammengetragenen wissenschaftlichen Arbeiten deuteten darauf hin, dass hierfür verbindlich CO2e-Budgets, eine holistischere Erforschung erneuerbarer Energien mit CDR-Technologien sowie neue Kooperationsformen öffentlicher Einrichtungen, von Industrie, Zivilgesellschaft und Bevölkerung notwendig seien.

## Situation in einzelnen Staaten

### Europa
Erneuerbare Energien spielen in Europa eine wichtige und wachsende Rolle im Energiesystem der Länder und der Europäischen Union. Die Energiewende wird in den einzelnen Staaten unterschiedlich durchgeführt. Der Anteil von Energie aus erneuerbaren Quellen am Bruttoendenergieverbrauch lag 2018 bei 18 %. Das ist doppelt so hoch wie der Anteil im Jahr 2004 mit 8,5 %.

#### Deutschland

Anteil von Windkraft und Photovoltaik an der deutschen Stromerzeugung (logarithmisch)

In Deutschland wird der Ausbau erneuerbarer Energien und die effiziente Nutzung als Teil der Energiewende verstanden. Im Jahr 2019 lag der Anteil Erneuerbarer Energien am Bruttoendenergieverbrauch bei 17,4 %.
Insbesondere der Stromsektor wird seit der Jahrtausendwende immer weiter auf erneuerbare Energien umgestellt. 2022 betrug der Anteil erneuerbarer Energien an der Stromerzeugung 46 % (20 % Wind Onshore, 11 % PV, 8 % Biomasse, 5 % Wind Offshore, 2 % Biomasse), laut einer anderen Statistik waren es 47,6 %. 2023 waren es 56 %.

#### Frankreich
Im Juli 2015 wurde in Frankreich beschlossen, staatliche Finanzierungsmöglichkeiten für erneuerbare Energien bereitzustellen. Mit insgesamt 400 Millionen Euro sollen zum Beispiel Offshore-Windparks und Elektroautos gefördert werden. Als Ziel strebt die französische Regierung bis 2030 an, dass 40 Prozent des Stroms aus erneuerbaren Quellen stammen und bis 2050 der Energieverbrauch um die Hälfte sinken sollen.

#### Österreich
In Österreich stammen ca. ein Drittel des Bruttoendenergieverbrauches aus erneuerbaren Energiequellen. Die Wasserkraft die wichtigste erneuerbare Stromquelle.

#### Portugal
Im ersten Quartal 2021 produzierte Portugal 79,5 Prozent seiner Elektrizität aus erneuerbaren Energiequellen. In diesem Zeitraum kam die Stromerzeugung in Portugal aus 44 % Wasserkraft, 28 % Windkraft, 5,6 % Biomasse und 2 % Solarenergie. Damit steht Portugal an der Spitze aller EU-Staaten und wird in Europa nur von Norwegen übertroffen.

#### Schweiz
Anteil an der Stromerzeugung
Die Wasserkraft wird in der Schweiz bereits seit Jahrzehnten aufgrund vorteilhafter natürlicher Grundlagen intensiv genutzt. Die schweizerischen Pumpspeicherkraftwerke importieren preiswerten Strom, um Wasser in die Stauseen hochzupumpen und bei hohen Preisen zu veredeln. Dieser Strom stammt zu einem großen Teil aus nicht erneuerbaren Energiequellen. So werden Pumpspeicherkraftwerke nicht per se als erneuerbare Energien deklariert. Die kostendeckende Einspeisevergütung (KEV) für alle erneuerbaren Energieträger wurde 2009 eingeführt.
| Jahr | Landes- erzeugung | Wasserkraft | Wasserkraft | Windenergie | Windenergie | Holz | Holz   | Biogas | Biogas | Photovoltaik | Photovoltaik |
| ---- | ----------------- | ----------- | ----------- | ----------- | ----------- | ---- | ------ | ------ | ------ | ------------ | ------------ |
| 2019 | 71.894            | 40.556      | 56,4 %      | 146         | 0,20 %      | 313  | 0,44 % | 372    | 0,52 % | 2.178        | 3,03 %       |
| 2018 | 67.558            | 37.428      | 55,4 %      | 122         | 0,21 %      | 290  | 0,43 % | 352    | 0,52 % | 1.945        | 2,88 %       |
| 2017 | 61.487            | 36.666      | 59,6 %      | 133         | 0,22 %      | 322  | 0,52 % | 334    | 0,54 % | 1.683        | 2,74 %       |
| 2016 | 61.616            | 36.326      | 59,0 %      | 109         | 0,18 %      | 223  | 0,36 % | 320    | 0,52 % | 1.333        | 2,16 %       |
| 2015 | 65.957            | 39.486      | 59,9 %      | 110         | 0,17 %      | 184  | 0,29 % | 303    | 0,46 % | 1.119        | 1,69 %       |
| 2014 | 69.633            | 39.308      | 56,5 %      | 101         | 0,15 %      | 273  | 0,39 % | 292    | 0,42 % | 842          | 1,21 %       |
| 2013 | 68.312            | 39.572      | 57,9 %      | 90          | 0,14 %      | 278  | 0,41 % | 281    | 0,41 % | 500          | 0,73 %       |
| 2012 | 68.019            | 39.906      | 58,7 %      | 88          | 0,13 %      | 251  | 0,37 % | 262    | 0,39 % | 299          | 0,44 %       |
| 2011 | 62.881            | 33.795      | 53,7 %      | 70          | 0,11 %      | 193  | 0,31 % | 230    | 0,37 % | 168          | 0,27 %       |
| 2010 | 66.252            | 37.450      | 56,5 %      | 37          | 0,06 %      | 137  | 0,21 % | 210    | 0,32 % | 94           | 0,14 %       |
| 2009 | 66.494            | 37.136      | 55,8 %      | 23          |             | 154  |        | 191    |        | 54           |              |
| 2008 | 66.967            | 37.559      | 56,1 %      | 19          |             | 131  |        | 179    |        | 37           |              |
| 2007 | 65.916            | 36.373      | 55,2 %      | 16          |             | 92   |        | 193    |        | 29           |              |
| 2006 | 62.141            | 32.557      | 52,4 %      | 15          |             | 44   |        | 155    |        | 24           |              |
| 2005 | 57 918            | 32.759      | 56,6 %      | 8           |             | 33   |        | 146    |        | 21           |              |
| 2000 | 65.348            | 37.851      | 57,9 %      | 3           |             | 14   |        | 149    |        | 11           |              |
| 1990 | 54.074            | 30.675      | 56,8 %      | 0           |             | 6    |        | 80     |        | 1            |              |

Akzeptanz
In der Schweiz befürworten 78 % der Anwohner von Windparks die Nutzung der Windenergie, 6 % lehnen sie ab. Über ein Drittel der Gegner (36 %) setzt sich persönlich gegen die Windkraftnutzung ein (beispielsweise in einer Bürgerinitiative oder mit Protestbriefen), während nur 6 % der Befürworter aktiv für eine Nutzung kämpfen. Mit besserer Einbindung der Bevölkerung in die Planungsphase steigt die Zustimmung. 76 % der Anwohner fühlen sich durch die Windenergie gar nicht oder nur geringfügig gestört, 18 % mittel bis stark, ohne jedoch Stresssymptome zu entwickeln. 6 % gaben an, unter Stresssymptomen zu leiden. Die Zustimmung zur Windenergienutzung war unter den Anwohnern von Windparks größer als in Orten mit potentiellen Standorten, in denen aber noch keine Windkraftanlagen installiert sind. Am 21. Mai 2017 wurde die Energiestrategie 2050 in einer Volksabstimmung angenommen. Seit 2018 werden Subventionen zur Förderung von Anlagen der nachhaltigen Energieproduktion ausbezahlt. 2019 belief sich die Höhe dieser Subventionen auf knapp 1,4 Mia. CHF.
Förderung von Solaranlagen in der Schweiz
In der Schweiz werden Betreiber einer Photovoltaikanlage durch den Bund gefördert. Das kostenorientierte Einspeisevergütungssystem (EVS) wird durch einen Netzzuschlag finanziert, der von allen Kunden pro verbrauchte Kilowattstunde bezahlt wird. Dadurch soll das EVS allen Produzenten von erneuerbarem Strom einen fairen Preis garantieren. Darüber hinaus haben Betreiber von Photovoltaikanlagen die Möglichkeit, eine feste Einmalvergütung (EIV) zu erhalten. Die Einmalvergütung ist eine einmalige Investitionshilfe zur Förderung kleinerer Photovoltaikanlagen. Sie beträgt bis zu 30 % der Investitionskosten. Dabei wird unterschieden zwischen der Einmalvergütung für Kleinanlagen (KLEIV) und der Einmalvergütung für Grossanlagen (GREIV).
Auch die Energieversorger fördern Photovoltaikanlagen durch Einspeisevergütungen. Besonders Betreiber kleinerer Photovoltaikanlagen profitieren davon. Zusätzlich bieten auch einige Kantone und Gemeinden Förderungen an.
| Massnahme                                          | Anlagengrösse | Förderung                          |
| -------------------------------------------------- | ------------- | ---------------------------------- |
| Kostendeckende Einspeisevergütung (KEV)            | ab 10 kW      | 15 – 22 Rp / kWh (noch bis 2022)   |
| Kostenorientiertes Einspeisevergütungssystem (EVS) | ab 100 kW     | Orientierung an Produktionskosten  |
| Einmalvergütung für kleine Anlagen (KL-EIV)        | bis 100 kW    | bis zu 30 % der Investitionskosten |
| Einmalvergütung für grosse Anlagen (GR-EIV)        | ab 100 kW     | bis zu 30 % der Investitionskosten |
| Einspeisevergütung durch E-Werk                    | egal          | 5 – 23 Rp / kWh                    |

### USA
In den Vereinigten Staaten von Amerika liegt der Anteil erneuerbarer Energiequellen an der Primärenergieproduktion etwa 11 % und 17 % an der Stromproduktion. Die Wasserkraft ist derzeit der größte Erzeuger von erneuerbarem Strom im Land und erzeugte 2016 rund 6,5 % des gesamten Stroms des Landes.

### China
In der Volksrepublik China stammen knapp über 10 % des Primärenergieverbrauchs aus erneuerbare Energiequellen. Im weltweiten Vergleich investiert die Volksrepublik am meisten in die Entwicklung erneuerbarer Energien. Um der rasante Entwicklung im Energieverbrauch nach zu kommen, setzt die Regierung seit Anfang der 2000er Jahre verstärkt auf erneuerbare Energien.

### Indien
Die indische Regierung hat 2015 erklärt, bis 2030 einen Anteil von 40 Prozent installierter Energieleistung aus nicht-fossilen Energieträgern verwirklichen zu wollen. Dies bedeutet eine Vervierfachung gegenüber dem heutigen Stand.

### Bücher
- Nicola Armaroli, Vincenzo Balzani: Energy for a Sustainable World – From the Oil Age to a Sun-Powered Future. Wiley-VCH, Weinheim 2011, ISBN 978-3-527-32540-5.
- Günther Brauner: Energiesysteme: regenerativ und dezentral. Strategien für die Energiewende. Wiesbaden 2016, ISBN 978-3-658-12754-1.
- Elke Bruns, Dörte Ohlhorst, Bernd Wenzel, Johann Köppel: Erneuerbare Energien in Deutschland – Eine Biographie des Innovationsgeschehens Universitätsverlag der TU Berlin, Berlin 2010, ISBN 978-3-7983-2201-1 (Volltext).
- Thomas Bührke, Roland Wengenmayr: Erneuerbare Energie – Alternative Energiekonzepte für die Zukunft. 3. Auflage. Wiley-VCH, Weinheim 2012, ISBN 978-3-527-41108-5.
- Matthias Günther: Energieeffizienz durch Erneuerbare Energien. Möglichkeiten, Potenziale, Systeme. Wiesbaden 2015, ISBN 978-3-658-06753-3.
- Martin Kaltschmitt, Wolfgang Streicher, Andreas Wiese (Hrsg.): Erneuerbare Energien. Systemtechnik, Wirtschaftlichkeit, Umweltaspekte. Springer Vieweg, Berlin/Heidelberg 2013, ISBN 978-3-642-03248-6.
- Martin Kaltschmitt, Wolfgang Streicher (Hrsg.): Regenerative Energien in Österreich. Grundlagen, Systemtechnik, Umweltaspekte, Kostenanalysen, Potentiale, Nutzung. Wiesbaden 2009, ISBN 978-3-8348-0839-4.
- Amory Lovins: Soft Energy Paths : Towards a Durable Peace. 1977, ISBN 0-06-090653-7. Deutsch: Sanfte Energie: das Programm für die energie- und industriepolitische Umrüstung unserer Gesellschaft. 1978.
- Henrik Lund: Renewable Energy Systems: A Smart Energy Systems Approach to the Choice and Modeling of 100 % Renewable Solutions. Academic Press 2014, ISBN 978-0-12-410423-5.
- David J. C. MacKay: Sustainable Energy – Without the Hot Air. UIT, Cambridge 2008, ISBN 978-1-906860-01-1 (withouthotair.com).
- Volker Quaschning: Erneuerbare Energien und Klimaschutz. 4. Auflage. Hanser, München 2018, ISBN 978-3-446-45703-4.
- Volker Quaschning: Regenerative Energiesysteme. 9. Auflage. Hanser, München 2015, ISBN 978-3-446-44267-2.
- Volker Quaschning: Energierevolution jetzt! : Mobilität, Wohnen, grüner Strom und Wasserstoff: Was führt uns aus der Klimakrise – und was nicht? 1. Auflage. Carl Hanser Verlag GmbH & Co. KG, München 2021, ISBN 978-3-446-27348-1.
- Holger Rogall: 100%-Versorgung mit erneuerbaren Energien. Bedingungen für eine globale, nationale und kommunale Umsetzung. Marburg 2014, ISBN 978-3-7316-1090-8.
- Thomas Schabbach, Viktor Wesselak: Energie. Die Zukunft wird erneuerbar. Springer Vieweg, Berlin/Heidelberg 2012, ISBN 978-3-642-24346-2.
- Hermann Scheer: Der energethische Imperativ. Wie der vollständige Wechsel zu erneuerbaren Energien zu realisieren ist. Kunstmann, München 2010, ISBN 978-3-88897-683-4.
- Viktor Wesselak, Thomas Schabbach, Thomas Link, Joachim Fischer: Handbuch Regenerative Energietechnik. 3., aktualisierte und erweiterte Auflage, Berlin/Heidelberg 2017, ISBN 978-3-662-53072-6.

### Aufsätze und Studien
- Energy Revolution: A sustainable world energy outlook. (PDF; 11,8 MB) Deutsches Zentrum für Luft- und Raumfahrt (DLR) 2012, Kurzfassung in Deutsch (PDF; 4 MB)
- Langfristszenarien und Strategien für den Ausbau der erneuerbaren Energien in Deutschland bei Berücksichtigung der Entwicklung in Europa und global. (PDF; 8,5 MB) Studie des DLR, Fraunhofer ISE und IfnE für das BMU
- Energiekonzept 2050. Eine Vision für ein nachhaltiges Energiekonzept auf Basis von Energieeffizienz und 100 % erneuerbaren Energien (PDF; 4,4 MB) Studie des Forschungsverbundes Erneuerbare Energien zum Energiekonzept der Bundesregierung 2010
- Fraunhofer-Institut für Solare Energiesysteme ISE: Stromgestehungskosten Erneuerbarer Energien (PDF; 8,3 MB) Stand November 2013.
- Impacts of Green New Deal Energy Plans on Grid Stability, Costs, Jobs, Health, and Climate in 143 Countries Jacobson et al., Cell Press, One Earth, Dezember 2019
- IRENA: Reports and Papers on the Global Status of Renewable Energies und Jahresbericht 2014–2015: At Glance (PDF)
- Akzeptanzumfrage 2013: Erneuerbare Energiewende ist bei Deutschen weiterhin hoch im Kurs. 18. September 2013 (PDF) Renews Kompakt; Zusammenstellung verschiedener Umfragen zu Energiepolitik
- Kompassstudie Marktdesign – Leitideen für ein Design eines Stromsystems mit hohem Anteil fluktuierender Erneuerbarer Energien. Bundesverband Erneuerbare Energie und Greenpeace Energy, 2012
- Erneuerbare Energien – Ein Gewinn für den Standort Deutschland. (PDF; 1,8 MB) Agentur für Erneuerbare Energien, Berlin 2014
- Studie: Die neue Stromwelt. Szenario eines 100 % erneuerbaren Stromversorgungssystems (2015)

### Politische Leitlinien
- Jean-Claude Juncker: Ein neuer Start für Europa: Meine Agenda für Jobs, Wachstum, Fairness und demokratischen Wandel. (PDF) In: Politische Leitlinien für die nächste Europäische Kommission. Straßburg 2014.